# Lũ lụt miền Trung Việt Nam 2020
Lũ lụt miền Trung năm 2020 (hay còn được gọi là Lũ chồng lũ, Lũ lịch sử) là 1 đợt bão, lũ lụt khắp miền Trung Việt Nam, bắt đầu từ đêm ngày 6 tháng 10, rạng sáng ngày 7 tháng 10 năm 2020 đến ngày 1 tháng 12 năm 2020, tập trung chủ yếu ở các tỉnh Thanh Hóa, Nghệ An, Hà Tĩnh, Quảng Bình, Quảng Trị, Thừa Thiên Huế của Bắc Trung Bộ, 1 phần Nam Trung Bộ gồm Đà Nẵng, Quảng Nam, Quảng Ngãi, Bình Định, Phú Yên và Bắc Tây Nguyên. Trong khoảng thời gian tháng 10, tháng 11, hoàn lưu áp thấp nhiệt đới, gió mùa, xoáy thuận nhiệt đới hình thành và liên tiếp biến động ở Biển Đông. Khởi đầu bằng 2 đợt áp thấp và bão Linfa chỉ trong 1 tuần, đợt Lũ lịch sử 2020 diễn ra phức tạp với nhiều cơn áp thấp và bão lớn tháng 10 như bão Nangka, bão Saudel, bão Molave; rồi đến tháng 11 với bão Goni, bão Etau, bão Vamco, lượng mưa lớn đổ dồn về khu vực, khiến nhiều địa phương tại miền Trung bị ngập lụt trên diện rộng, nhiều nơi nước lũ dâng cao, chia cắt các địa bàn.
Đợt lũ thứ nhất từ 06 đến 13 tháng 10, các tỉnh miền Trung chịu ảnh hưởng nghiêm trọng từ hư hỏng cơ sở vật chất, hạ tầng cho đến thiệt hại người và của, tác động xấu tới đời sống của người dân. Đợt lũ thứ 2 từ ngày 16 tháng 10, miền Trung tiếp tục chịu tác động của cơn áp thấp nhiệt đới mới trong quá trình biến chuyển thành bão cùng không khí lạnh, không ngừng tiếp nhận các đợt mưa lớn, đợt lũ lụt kéo dài. Một số vùng miền Trung có mực nước vượt qua lịch sử năm 1979, 1999, xác lập kỷ lục mới về thiên tai bão lụt. Đợt lũ thứ 3 từ ngày 25 tháng 10, với 2 cơn bão đổ bộ, đặc biệt là bão Molave đổ bộ vào ngày 28 và 29 tháng 10 gây tổn thất vô cùng lớn. Tiếp nối là đợt lũ thứ 4 từ ngày 6 tháng 11, gây biến động toàn miền Trung, đặc biệt chuyển vị trí về phía Nam Trung Bộ.
Lũ lụt miền Trung 2020 được xem là 1 đợt lũ lụt lịch sử mới, được đặt mức báo động IV, thuộc về cấp bậc thiên tai nguy hiểm, rủi ro rất lớn của Việt Nam, ảnh hưởng sâu rộng và tác động gây tổn thất, thiệt hại toàn khu vực, phá hủy, trì hoãn và đẩy ngược nền kinh tế - xã hội của miền Trung Việt Nam, đặc biệt tại các địa phương như Quảng Bình, Quảng Trị, Thừa Thiên Huế, Đà Nẵng, Quảng Nam và Quảng Ngãi, vốn trước đó không lâu những địa phương này là điểm nóng của đại dịch COVID-19 đợt 2 tại Việt Nam.

## Diễn biến
Trong lịch sử Việt Nam về khí hậu, hàng năm, các sự kiện thiên tai về khí tượng thủy văn như áp thấp, bão, hoàn lưu, mưa lớn, lũ lụt thường xảy ra vào cuối năm, nhiều thiên tai gây ảnh hưởng nghiêm trọng, thương vong con người, vật nuôi, tài sản, cơ sở hạ tầng, môi trường khắp cả nước, đặc biệt là miền Trung Việt Nam. Đợt lũ lụt miền Trung 2020 đã được các cơ quan khí tượng thủy văn quốc gia dự đoán trước giai đoạn. Ngày 13 tháng 9, Trung tâm Dự báo Khí tượng – Thủy văn Quốc gia, Tổng cục Khí tượng Thủy văn, Bộ Tài nguyên và Môi trường công báo dự tính khí tượng năm 2020, đánh giá miền Trung có thể xuất hiện lũ đặc biệt lớn. Quy luật mùa lũ ở miền Trung dịch dần từ Bắc vào Nam, mùa lũ trên các sông từ tỉnh Thanh Hóa đến Hà Tĩnh thường từ tháng 7 đến 11; các sông từ Quảng Bình đến tỉnh Ninh Thuận từ tháng 9 đến tháng 12.

### Đợt lũ thứ nhất

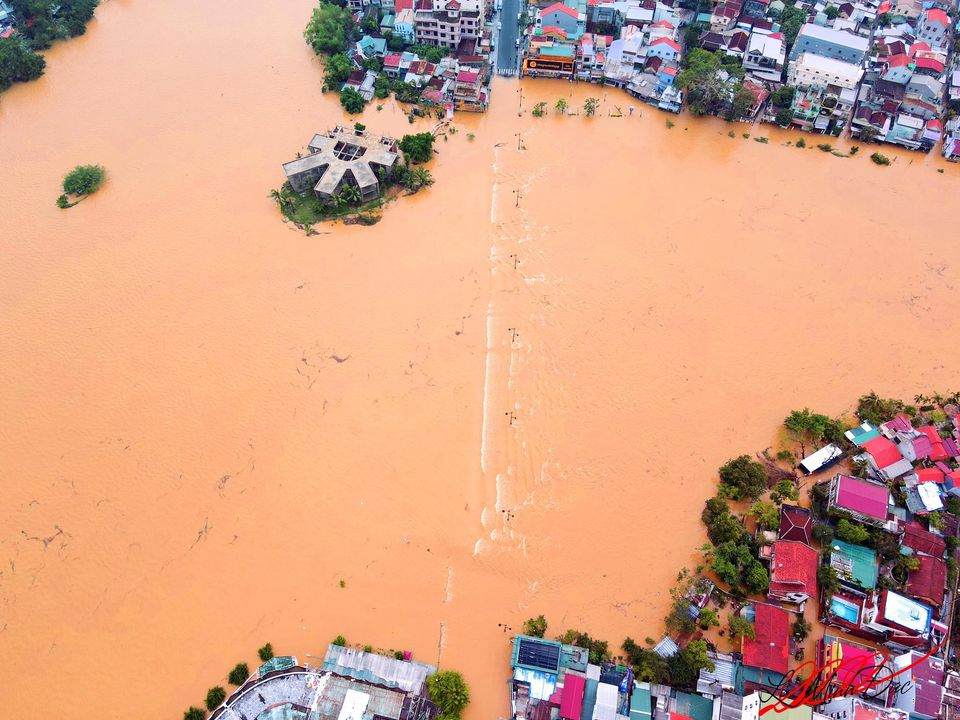
Cầu Đập Đá thành phố Huế nối trung tâm và phường Vỹ Dạ trong tình trạng ngập lụt, ngày 10 tháng 10.

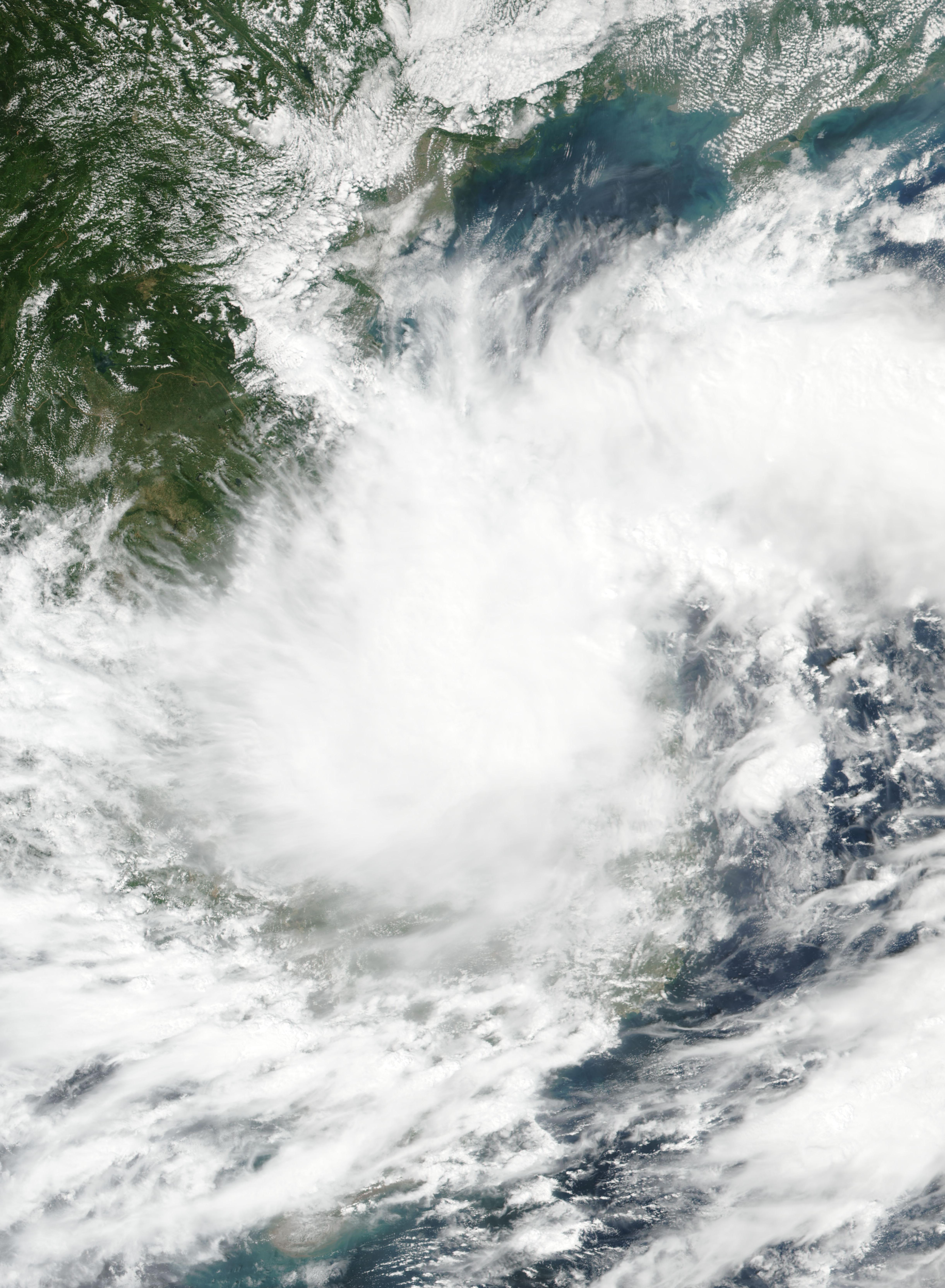
Ảnh chụp bão Linfa đổ bộ Miền Trung ngày 11.

Ngày 7 tháng 10 năm 2020, dưới tác động của hoàn lưu áp thấp, vùng áp thấp trên Biển Đông (được Hoa Kỳ đánh số hiệu 91W) đã đi vào đất liền các tỉnh Nam Trung Bộ. Do ảnh hưởng của vùng áp thấp kết hợp với không khí lạnh, trong các ngày 6 – 7 tháng 10, mưa lớn đã xảy ra khắp các tỉnh từ Quảng Ngãi đến Phú Yên, với lượng mưa phổ biến 250 – 300 mm/24 giờ. Đặc biệt, một số nơi như núi Bạch Mã, Thừa Thiên Huế có mưa lên tới 405 mm, Sa Huỳnh, Quảng Ngãi mưa 360 mm, vùng núi tại huyện Minh Hóa, Quảng Bình, lượng mưa đo được 646 mm.
Tại tỉnh Thừa Thiên Huế, sáng 10 tháng 10 các hồ thủy điện Tả Trạch, Bình Điền tiếp tục điều tiết qua tràn và tuabin với lưu lượng tăng dần, mực nước sông Hương lên trên báo động III (+3,5 m) khoảng 0 – 0,2 m vào khoảng 12 – 14 giờ. Mưa lớn diễn ra và kéo dài, khiến toàn thành phố Huế chịu ngập lụt, các huyện xung quanh như Quảng Điền, Phú Lộc, Phú Vang, thị xã Hương Thủy, Hương Trà chịu lũ. Mực nước sông Hương chiều 11 tháng 10 là 3,84 m, trên báo động III là 0,34 m, nước dâng lên trên 0,57 m vào 20 giờ tối, chạm mốc báo động IV, tương đương với Đại hồng thủy 1999; sông Bồ 4,76 m, trên báo động III là 0,26 m, mực nước hồ Tả Trạch là 42,2 m, lưu lượng đến hồ 698 m³/s. Tại tỉnh Quảng Bình, từ ngày 9 – 10 tháng 10, lũ trên các sông Kiến Giang tại Lệ Thủy ở mức trên báo động III, gây ngập lụt trên diện rộng, mực nước trên sông Gianh lũ dao động ở mức báo động I, báo động II. Tình trạng ngập lụt xảy ra trên hạ lưu các sông, đặc biệt các huyện Minh Hóa, Tuyên Hóa, Quảng Trạch, Bố Trạch, Quảng Ninh, Lệ Thủy, hầu hết toàn tỉnh. Ở Quảng Trị, ngày 12 tháng 10, mực nước các sông lớn trên địa bàn: Thạch Hãn, Ô Lâu, Bến Hải, sông Hiếu đều vượt mức báo động III; trong đó, lưu vực sông Thạch Hãn và Ô Lâu nước lên rất nhanh, sông Thạch Hãn đạt 7,40 m, trên báo động III là 1,4 m, trên lũ lịch sử năm 1999 là 0,11 m.
Sau vùng áp thấp 91W, một áp thấp nhiệt đới khác mạnh lên thành Bão số 6, tên quốc tế là Linfa, trong các ngày 10 và 11 tháng 10. Sáng ngày 11 tháng 10, bão Linfa đổ bộ vào đất liền tỉnh Quảng Ngãi. Do tác động từ hoàn lưu bão kết hợp dải hội tụ nhiệt đới vắt qua Trung Trung Bộ và không khí lạnh, từ 11 đến 12 tháng 10, ở vùng Trung Trung bộ mưa rất to, có nơi đặc biệt to với tổng lượng mưa phổ biến từ Thừa Thiên Huế đến Quảng Nam là 500 – 700 mm, có nơi trên 700 mm, các tỉnh Quảng Trị, Quảng Ngãi từ 400 – 600 mm, tỉnh Quảng Bình, Bình Định, Phú Yên từ 300 – 500 mm. Trong giai đoạn này, miền Trung tiếp tục đón nhận 3 đợt áp thấp nhiệt đới, lũ lụt kéo dài gây ảnh hưởng nghiêm trọng tới địa phương toàn khu vực. Khoảng thời gian này cũng xuất hiện các vùng miền Trung có thay đổi khác nhau, một số vùng lũ rút với tiến độ chậm, nhiều vùng chìm trong nước. Miền Trung tiếp tục chịu ảnh hưởng đợt lũ lụt thứ 2 dưới tác động của các áp thấp liên tục mới.

### Đợt lũ thứ hai

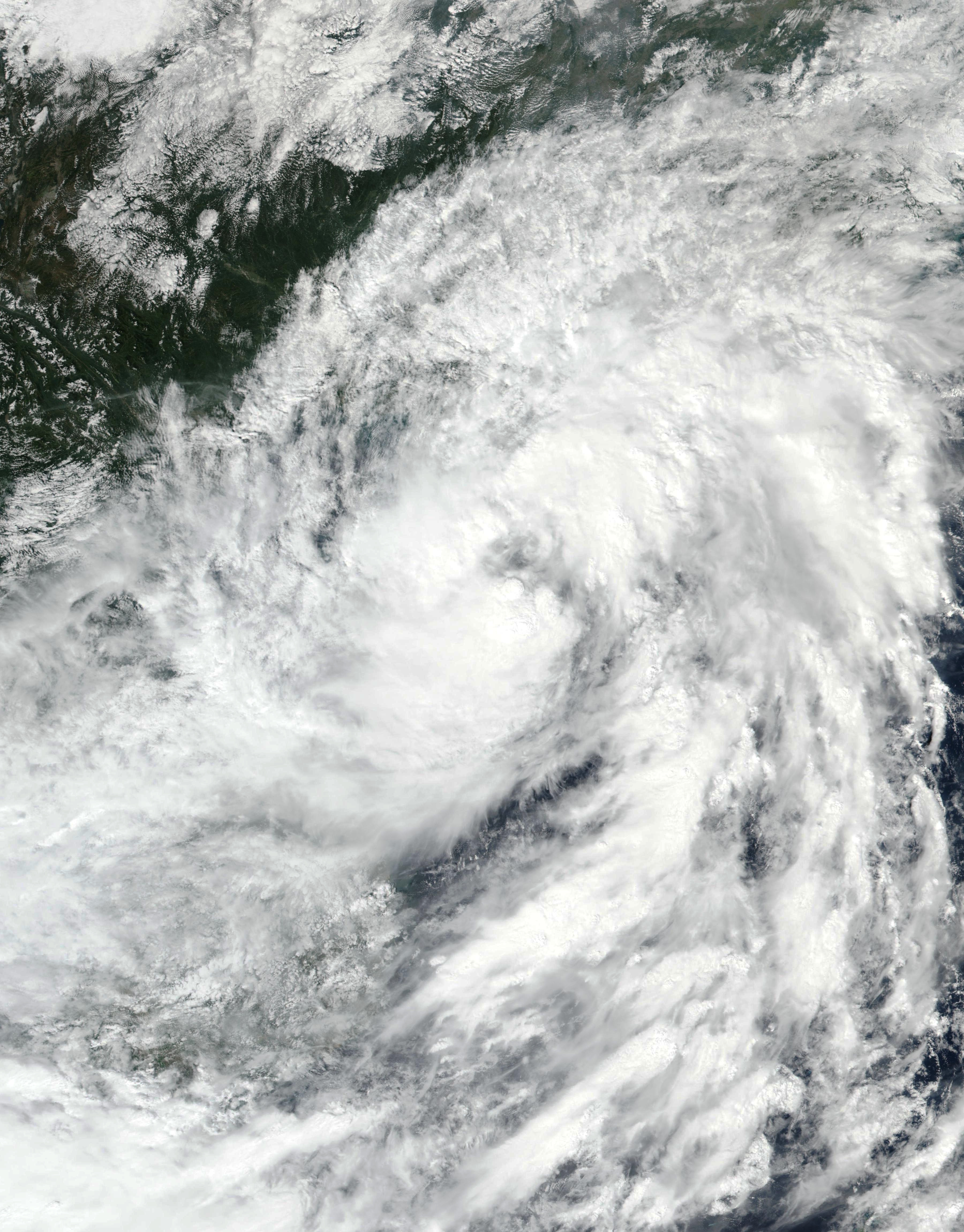
Ảnh chụp của NASA về Bão số 7 (Nangka) đang áp sát các tỉnh Nam Định, Ninh Bình và Thanh Hóa ngày 14 tháng 10, hoàn lưu khắp miền Trung Việt Nam.

Ngày 12 tháng 10, áp thấp nhiệt đới thứ 2 (được Hoa Kỳ đánh số hiệu 18W) chính thức trở thành Bão số 7 (tên quốc tế là Nangka), lúc 7 giờ sáng ngày 13 tháng 10 có vị trí tâm bão ở 18,4 độ Vĩ Bắc; 112,3 độ Kinh Đông, cách đảo Hải Nam (Trung Quốc) 220 km về phía Đông Đông Nam với sức gió mạnh cấp 9, giật cấp 11. Cơn bão có xu hướng tiến về miền Trung, tiếp tục gây ảnh hưởng cho lũ lụt miền Trung 2020. Tối ngày 13 tháng 10, bão đi vào đảo Hải Nam, mạnh lên cấp 9 và di chuyển lệch lên phía Bắc khiến quỹ đạo bão có xu hướng chếch về khu vực phía Nam đồng bằng Bắc Bộ và phía Bắc của Thanh Hóa, không phải là Thanh Hóa – Nghệ An như dự báo ban đầu. Ngày 14 tháng 10, bão Nangka vào vịnh Bắc Bộ, sau đó chiều tối cùng ngày suy yếu thành áp thấp nhiệt đới và đổ bộ vào đất liền tỉnh Ninh Bình, gây gió mạnh cho các tỉnh ven biển Bắc Bộ và gây mưa khắp Bắc Bộ, Bắc Trung Bộ. Chênh lệch thời gian ngắn, gần như cùng thời điểm sau khi bão Nangka đi vào phía Nam đồng bằng Bắc Bộ, 1 áp thấp nhiệt đới khác (có tên là Ofel) di chuyển từ miền Trung Philippines, tiến về hướng Tây, vào Biển Đông với xu hướng mạnh lên thành bão mới, xu hướng đi vào miền Trung Việt Nam, trong dự đoán tiếp tục đợt mưa mới của Trung tâm Dự báo Khí tượng Thủy văn Quốc gia. Tuy nhiên, áp thấp nhiệt đới thứ 3 này không mạnh lên thành bão như dự kiến ban đầu, di chuyển nhanh và đến chiều ngày 16 tháng 10 đã đi vào vùng biển từ Đà Nẵng đến Quảng Ngãi. Chiều tối cùng ngày, áp thấp nhiệt đới đi vào khu vực phía Nam thành phố Đà Nẵng và tiếp tục gây mưa rất lớn cho các tỉnh miền Trung, mưa hoàn lưu kéo dài đến ngày 21 tháng 10.
Chiều 17 tháng 10, lũ trên các sông Ngàn Sâu, sông Ngàn Phố (Hà Tĩnh), các sông từ Quảng Bình đến Thừa Thiên Huế và khu vực Tây Nguyên lên nhanh, một số thủy điện miền Trung như A Vương, Sông Tranh xả lũ. Trong đó, sông Gianh, sông Kiến Giang (Quảng Bình) ở báo động II, III; sông Thạch Hãn (Quảng Trị) vượt báo động III 1,3 m, sắp chạm đợt lũ thứ nhất; sông Bồ, sông Hương (Thừa Thiên Huế) chuẩn bị chạm báo động III; sông Vu Gia, sông Thu Bồn (Quảng Nam) ở báo động I, II. Bậc cao của nước lũ miền Trung tiếp tục trở lại một lần nữa. Ngày 18 tháng 10, lũ lụt tăng mạnh dựa trên lượng mưa lớn ở Hà Tĩnh, Quảng Bình và Quảng Trị, trong báo động khẩn cấp; sông Kiến Giang trên mức báo động III là 1,6 m, vượt mốc lũ lịch sử năm 1999 là 0,39 m. Chiều cùng ngày, Ban Chỉ đạo Trung ương về Phòng chống thiên tai được chủ trì bởi Phó Thủ tướng Trịnh Đình Dũng đã họp khẩn và thống nhất kích hoạt cảnh báo cấp độ rủi ro thiên tai do lũ, ngập lụt, lũ quét, sạt lở đất lên cấp IV – mức rủi ro vô cùng nguy hiểm của Việt Nam. Đêm 18, rạng sáng 19 tháng 10, Quảng Bình và Quảng Trị có mưa to, có nơi mưa đặc biệt to như huyện Minh Hóa 960 mm, xã Trường Sơn, huyện Quảng Ninh đạt 1.022 mm. Nước trên các sông dâng cao trên mức báo động III gây ngập lụt trên diện rộng, một số nơi vượt lũ lịch sử 1999, mực nước được dự báo tiếp tục tăng lên. Tại Hướng Linh, Quảng Trị mưa tới 3.245 mm; A Lưới, Thừa Thiên Huế và Bạch Mã đều gần 3.000 mm (2.869 – 2.941 mm), lượng mưa trong mấy ngày lớn hơn tổng lượng mưa của cả 1 năm, vượt qua Đại hồng thủy 1999.
Trong diễn biến tác động mạnh của đợt lũ thứ 2, 2 cơn bão mới dần hình thành ở ngoài khơi Philippines, vùng rìa Thái Bình Dương, được dự đoán tiến về Biển Đông, một cơn bão được nhận định tiến về miền Trung Việt Nam. Dòng bão mới được dự đoán có thể trở thành một cơn bão cường độ cao, nguy hiểm hơn các bão năm 2020.

### Đợt lũ thứ ba

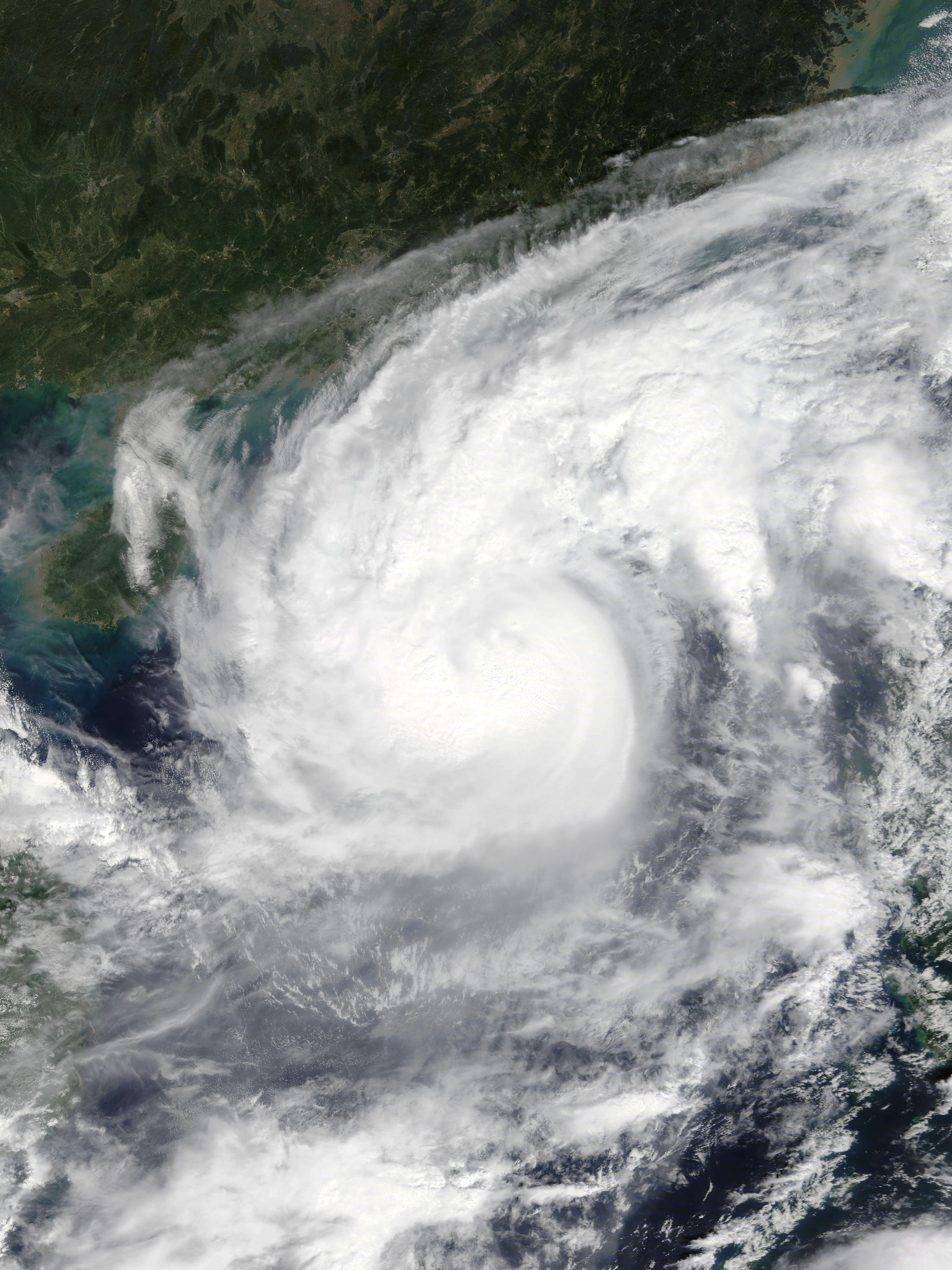
Bão Saudel trước khi đổ bộ vào Bắc Trung Bộ ngày 23 tháng 10.

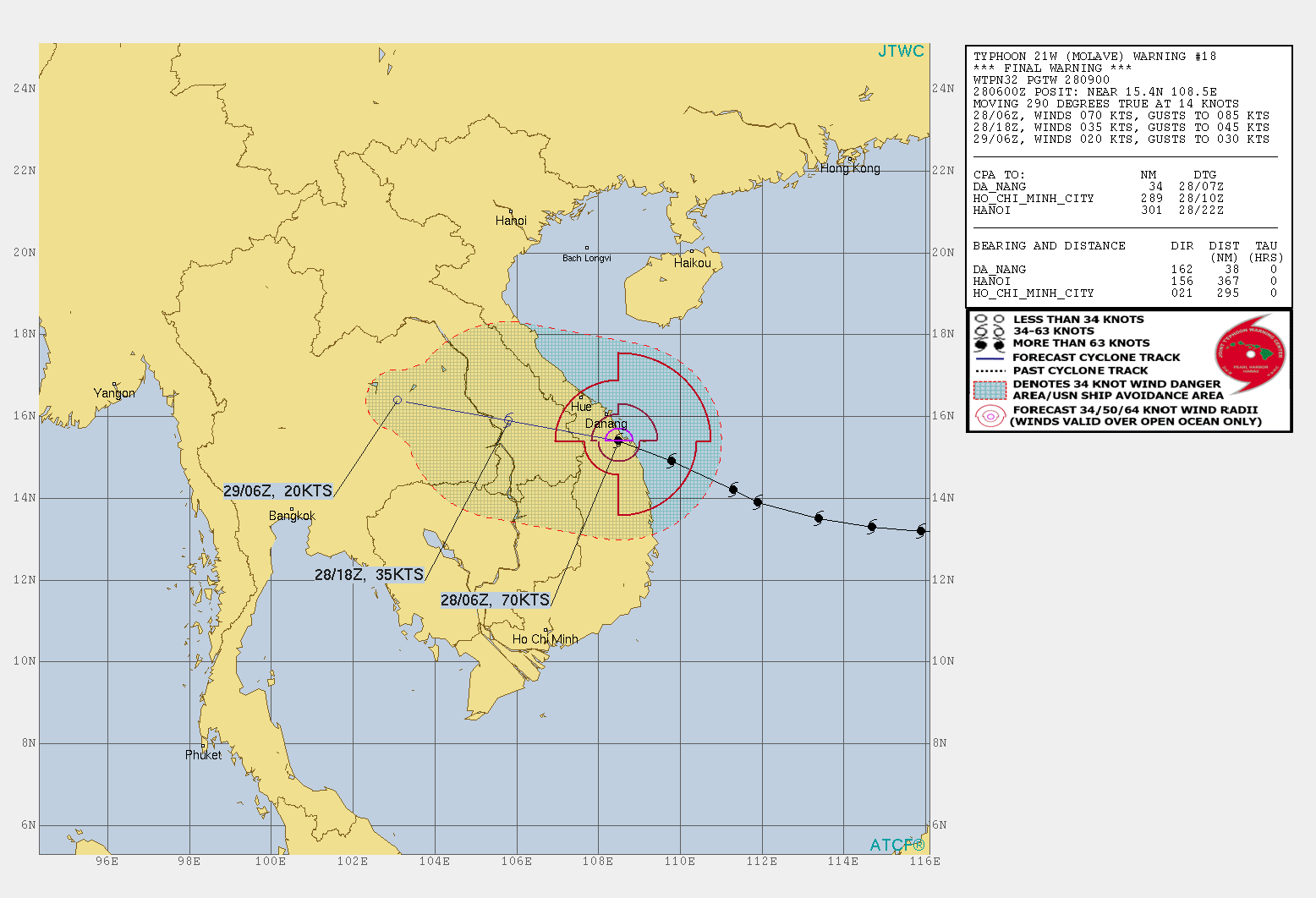
Trung tâm Cảnh báo Bão Liên hợp ghi lại di chuyển của bão Molave (2020) các giai đoạn, vị trí tâm ngày 28 tháng 10 ở Quảng Ngãi, Quảng Nam.

Ngày 20 tháng 10, hoàn lưu ảnh hưởng và lượng mưa có xu hướng giảm dần, tình hình nước lũ dần thay đổi: đa phần vùng khu vực miền Trung, Tây Nguyên nước rút; một số vùng vẫn ngập lụt, tốc độ nước rút chậm. Ngoài Biển Đông, áp thấp nhiệt đới thứ năm (được Hoa Kỳ đánh số hiệu 19W) chuyển thành bão Saudel (số 8) đi qua Philippines, hướng về Việt Nam. Lúc 10 giờ sáng ngày 21 tháng 10, vị trí tâm bão Saudel ở khoảng 16,1 độ Vĩ Bắc; 118,2 độ Kinh Đông, cách quần đảo Hoàng Sa khoảng 600 km về phía Đông Đông Nam. Sức gió mạnh nhất vùng gần tâm bão mạnh cấp tám (60 – 75 km/h), giật cấp 10. Saudel dự kiến vào miền Trung, với hoàn lưu và cường độ tạo thành đợt lũ thứ 3. Ngày 23 tháng 10, bão mạnh cấp 13, giật cấp 15, trong thời điểm mạnh nhất khi di chuyển. Đến sáng 24 tháng 10, vị trí tâm bão cách quần đảo Hoàng Sa khoảng 160 km về phía Đông Bắc; sức gió mạnh nhất vùng gần tâm bão mạnh cấp 10, 11 (90 – 115 km/h), giật cấp 13, bắt đầu yếu dần. Hoàn lưu của bão bắt đầu ảnh hưởng miền Trung, mưa xuất hiện lại với tần suất 50 – 150 mm/đợt. Sang ngày 25 tháng 10, Bão số 8 đi vào vùng biển từ Hà Tĩnh đến Quảng Trị và suy yếu thành áp thấp nhiệt đới, đêm cùng ngày tiếp tục suy yếu nhanh thành 1 vùng áp thấp trên khu vực ven biển tỉnh Quảng Bình, đi vào đất liền và tan dần. Do suy yếu nhanh, lượng mưa của bão không lớn và tập trung tại các tỉnh từ Nghệ An đến Thừa Thiên Huế ở khoảng 20 – 50 mm.

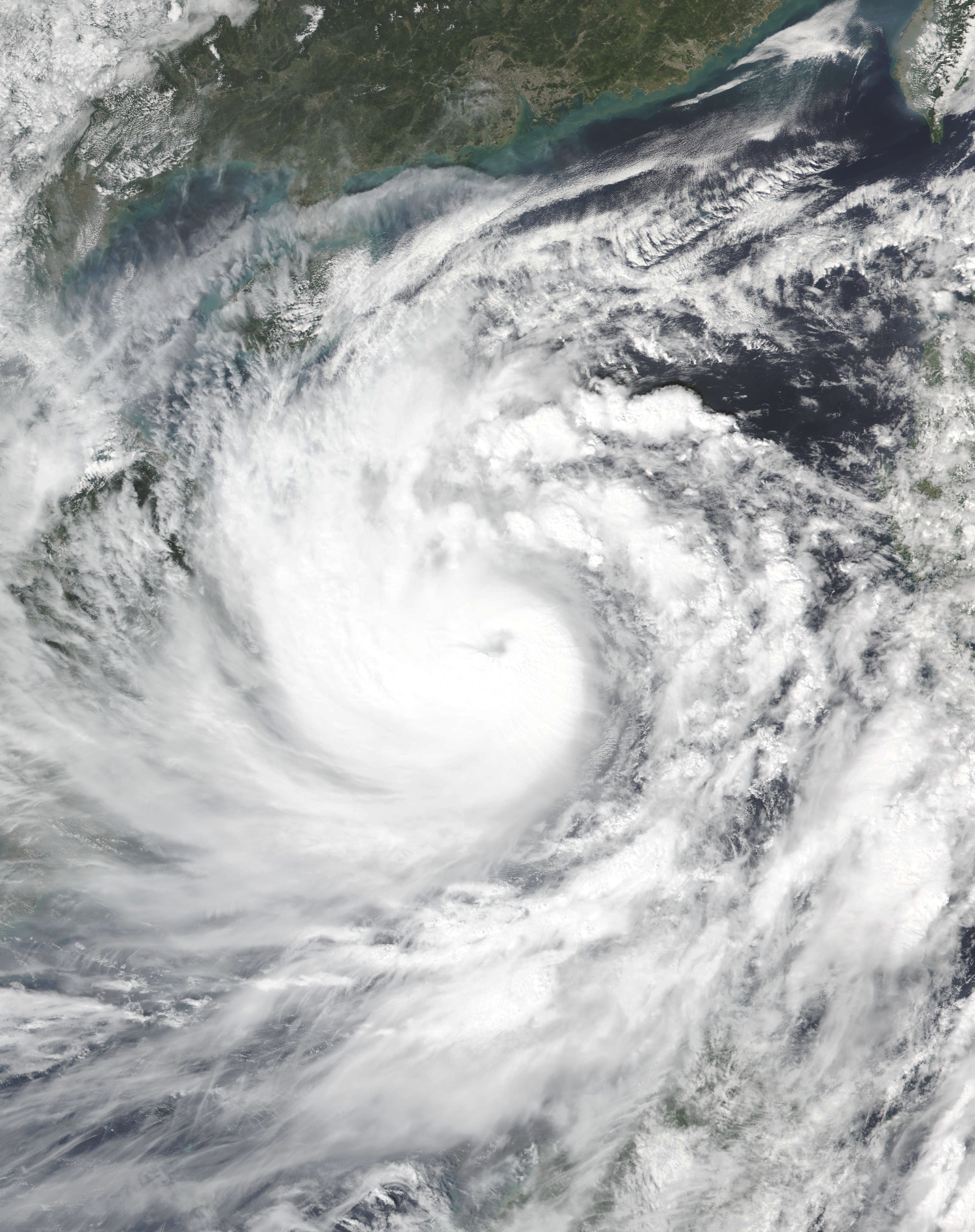
Bão Molave lúc đạt cường độ cực đại ngày 28 tháng 10.

Ngay khi bão Saudel đang tiến về khu vực từ Hà Tĩnh đến Quảng Trị, Trung tâm Khí tượng Thủy văn Quốc gia thông báo ở vùng biển phía Đông Nam Philippines ngày 24 tháng 10 đã hình thành một áp thấp nhiệt đới. Ngày 25 tháng 10, áp thấp nhiệt đới mạnh lên thành bão Molave và nhanh chóng mạnh lên cấp 12, đổ bộ vào Philippines, sáng ngày 26 tháng 10 đi vào Biển Đông với cường độ cấp 12 trở thành cơn Bão số 9 trong mùa mưa bão 2020. Trung tâm Dự báo Khí tượng Thủy văn Trung ương dự báo, Bão số 9 sẽ đổ bộ vào miền Trung, từ Đà Nẵng đến Phú Yên với cường độ rất mạnh trong ngày 28 tháng 10, khi cập bờ bão có khả năng mạnh tương đương bão Damrey (Bão số 12) vào Khánh Hòa năm 2017 và có xu hướng tiếp tục kéo dài đợt mưa lũ lịch sử ở Trung Bộ vốn đã bắt đầu từ ngày 6 tháng 10. Ngày 26 tháng 10, Thủ tướng Nguyễn Xuân Phúc chủ trì họp trực tuyến về phòng chống Bão số 9 và thống nhất nâng cảnh báo mức độ rủi ro thiên tai do Bão số 9 lên cấp IV, cấp cực kỳ nguy hiểm duy trì trong đợt lũ. Sáng 27, Molave có sức gió mạnh nhất 165 km/h (cấp 14), giật cấp 17, mạnh nhất trong năm 2020; cách đảo Song Tử Tây khoảng 216 km về phía Bắc Đông Bắc, tiệm cận và áp sát đất liền các tỉnh, thành từ Đà Nẵng đến Phú Yên từ đêm ngày 27 đến sáng ngày 28 thắng 10. Đến khoảng 12 giờ trưa ngày 28, Bão số 9 chính thức đổ bộ vào đất liền tỉnh Quảng Ngãi, với sức gió mạnh nhất cấp 12 (115 – 135 km/h), giật cấp 15. Trên địa bàn các tỉnh thành từ Thừa Thiên Huế đến Phú Yên và Bắc Tây Nguyên, hoàn lưu bão gây gió mạnh từ cấp sáu đến cấp 10, riêng tâm bão Quảng Ngãi có gió mạnh cấp 11 - 12, giật cấp 13 - 14 và mưa lớn 150 – 400 mm (có nơi trên 400 mm). Tối và đêm ngày 28 tháng 10, Molave đã đi qua miền Trung và Bắc Tây Nguyên, suy yếu thành áp thấp nhiệt đới, tiến sang Lào. Từ Thanh Hóa đến Quảng Bình do ảnh hưởng hoàn lưu vùng áp thấp suy yếu từ cơn bão số 9 kết hợp không khí lạnh tăng cường, từ ngày 29 đến 31 tháng 10, khu vực từ Nghệ An đến Quảng Bình có mưa rất to với tổng lượng mưa phổ biến 200 – 400 mm/đợt; riêng Nam Nghệ An và Hà Tĩnh có nơi trên 500 mm; Thanh Hóa có mưa vừa, có nơi mưa to với tổng lượng mưa phổ biến 50 – 150 mm/đợt. Trong các ngày 29 và 30 tháng 10, nhiều điểm ở Nghệ An ghi nhận mưa với lượng lên đến hàng trăm mm.
Do mưa lớn cùng với việc hàng loạt thủy điện miền Trung xả lũ sau bão, từ đêm 28 đến ngày 29 tháng 10, lũ trên các sông từ Nghệ An đến Quảng Ngãi lên trở lại. Trong số đó, sông Vu Gia tại Ái Nghĩa (Quảng Nam) lên báo động III, lũ trên các sông ở Quảng Bình, Quảng Trị và sông Thu Bồn (Quảng Nam) đang lên; các sông ở Thừa Thiên Huế dao động ở mức báo động I, II. Đến chiều 29 tháng 10, lũ trên các sông ở Hà Tĩnh đang lên, sông Gianh đang dao động ở mức đỉnh; sông Kiến Giang, các sông từ Quảng Trị đến Quảng Nam đang xuống, các sông ở Nghệ An có dao động. Tính đến ngày 29 tháng 10, tỉnh Quảng Ngãi ngập lụt 1– 2 m tại các khu vực trũng, thấp thuộc 29 phường, xã ở ven các sông Trà Khúc, sông Vệ, Trà Câu. Ngày 30 tháng 10, lũ trên sông Ngàn Sâu tại các trạm ở Hà Tĩnh dao động quanh mức báo động I, II, sông Ngàn Phố ở mức báo động II, lũ trên sông Cả, sông La tiếp tục lên. Nhiều khu vực của Nghệ An đã ngập sâu trong nước, các huyện và cả thành phố Vinh, nước lũ gây chia cắt, giao thông tê liệt, nhiều nơi bị cô lập. Tối 30 tháng 10, mực nước trên sông Cả tại Yên Thượng là 8,89 m, dưới báo động III là 0,11 m; lũ trên các sông La, Ngàn Sâu dao động ở mức báo động II. Trong ngày 30 tháng 10, Ban Chỉ huy phòng chống thiên tai trung ương có công điện khẩn gửi các tỉnh Nghệ An, Hà Tĩnh về việc đảm bảo an toàn đê điều trong mưa lũ. Ngày 31 tháng 10, lũ trên các sông ở Hà Tĩnh và Nghệ An đã qua mức đỉnh và bắt đầu xuống, trên các sông từ Quảng Bình đến Quảng Nam dao động quanh mức báo động I, II và có xu hướng xuống. Quốc lộ 1 đoạn qua tỉnh Hà Tĩnh bị ngập sâu trong nước, có đoạn ngập sâu 0,5 - 1 mét.
Trong khi đó, ngoài khơi Philippines hình thành siêu bão Goni, mạnh cấp 17 và dự báo sẽ tiến về Biển Đông trong những ngày đầu tháng 11, tiếp tục gây ảnh hưởng đến đợt mưa lũ ở miền Trung.

### Đợt lũ thứ tư

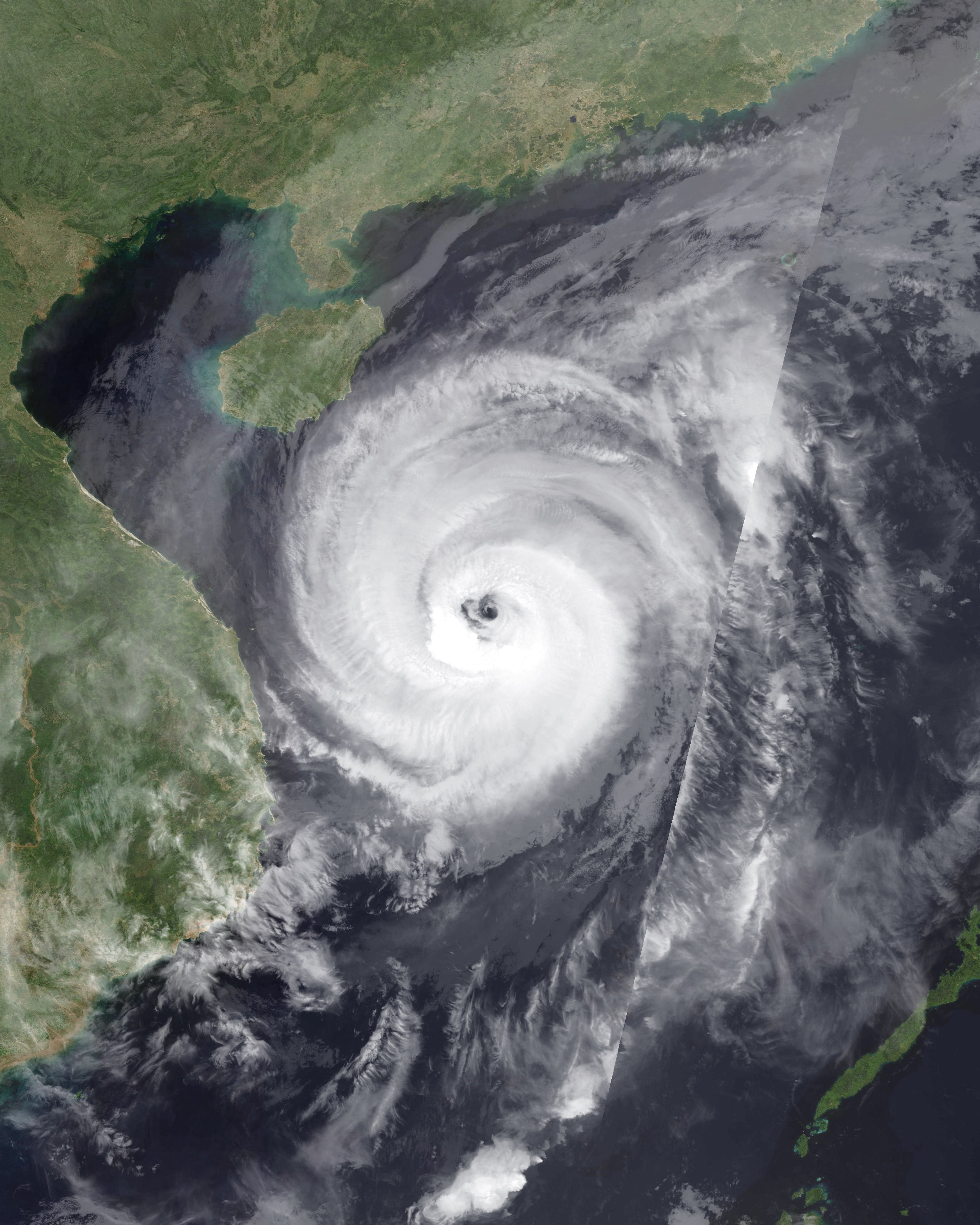
Bão Vamco ngày 13 tháng 11, lúc cường độ cực đại, chuẩn bị đổ bộ vào Nam Trung Bộ và Bắc Trung Bộ.

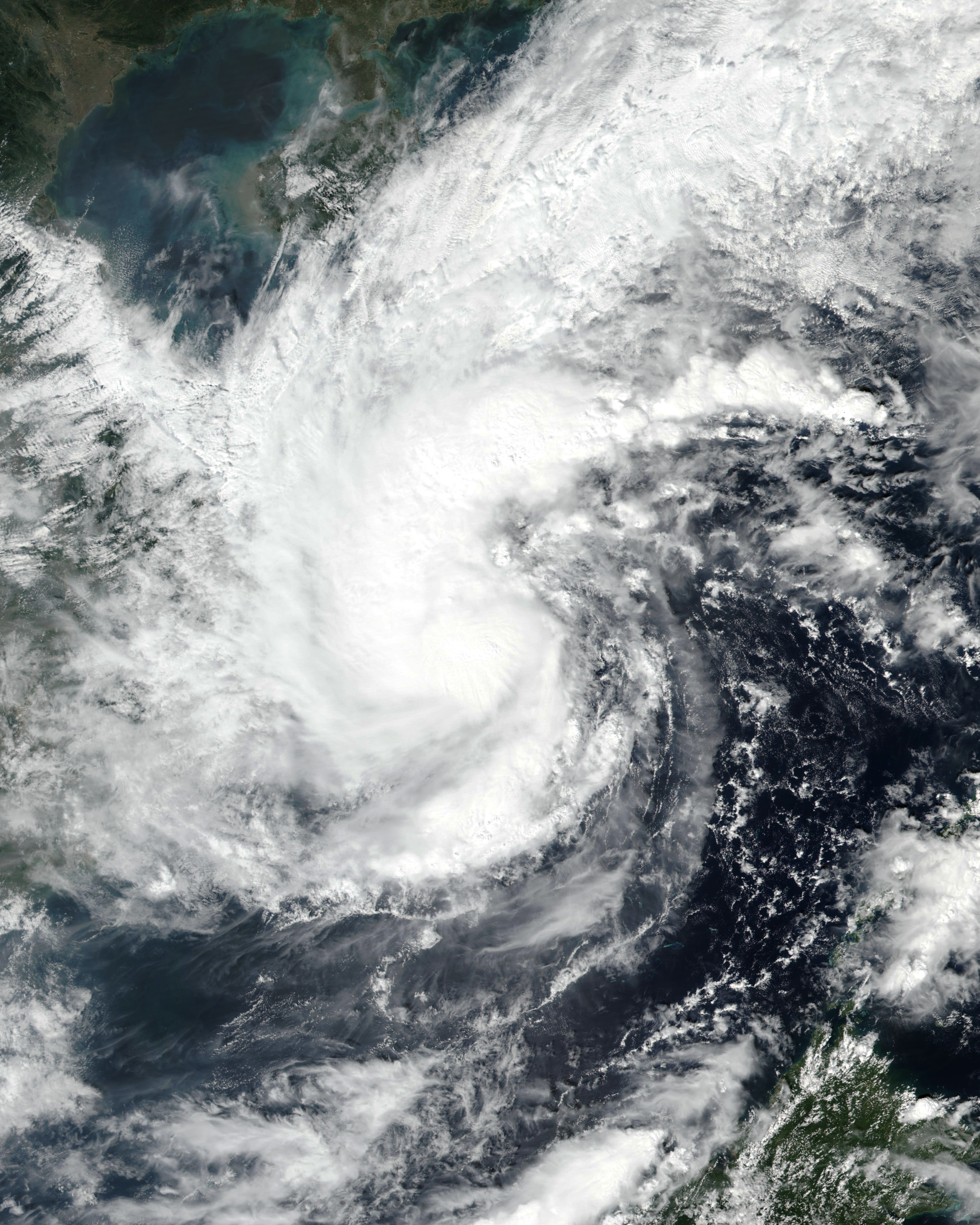
Bão Etau ngày 9 tháng 11, đổ bộ vào Nam Trung Bộ, tâm ở Khánh Hòa.

Đêm 1 tháng 11, bão Goni đi vào Biển Đông, trở thành cơn bão số 10. Bão chủ yếu đi khá chậm, với tốc độ khoảng 10 km/h và cường độ dao động từ cấp 8 đến cấp 9. Từ đêm 4 đến ngày 7 tháng 11, cơn bão số 10 gây mưa cho miền Trung, từ Hà Tĩnh đến Phú Yên, với lượng phổ biến từ 100 – 350 mm. Ngày 5 tháng 11, khi đi vào vùng biển từ Quảng Ngãi đến Phú Yên, Bão số 10 suy yếu thành áp thấp nhiệt đới; đến sáng ngày 6 tháng 11, khi tiến sát bờ biển tỉnh Bình Định, áp thấp nhiệt đới suy yếu thành vùng áp thấp và tan dần. Do ảnh hưởng của áp thấp nhiệt đới suy yếu từ cơn bão số 10 nên các tỉnh từ Quảng Nam đến Bình Định đã có mưa to đến rất to với lượng mưa phổ biến 150 – 300 mm. Trên các sông ở Quảng Nam, Quảng Ngãi, Bắc Bình Định đã xuất hiện một đợt lũ, biên độ lũ lên trên các sông từ 1 – 5 m; đỉnh lũ trên sông Thu Bồn tại trạm Nông Sơn, sông Vệ tại trạm Sông Vệ ở mức báo động III và trên báo động III 0,46 m; các sông khác ở mức báo động II, III.
Trong khi đó, ngoài khơi Philippines xuất hiện thêm cơn bão Atsani, tồn tại với quãng thời gian gần như tương đương với bão Goni. Ngày 6 tháng 11, bão Atsani vào Đông Bắc Biển Đông trở thành Bão số 11 nhưng lại sớm tan trên biển, không tác động tới mưa lũ ở Trung Bộ. Ngay lập tức, 1 áp thấp nhiệt đới nhanh chóng hình thành ngoài khơi Philippines và đi vào Biển Đông, mạnh lên thành Bão số 12 (Etau) và tiến về vùng biển từ Bình Định đến Ninh Thuận. Ngày 10 tháng 11, Bão số 12 đổ bộ vào đất liền tỉnh Khánh Hòa, gây gió giật mạnh từ cấp 6 - 9 cho các tỉnh ven biển Nam Trung Bộ và ở các tỉnh từ Thừa Thiên Huế đến Khánh Hòa và phía Đông của Đắk Lắk đã có mưa to đến rất to với tổng lượng mưa (tính từ 19 giờ ngày 9 tháng 11 đến 16 giờ ngày 10 tháng 11) phổ biến 100 – 350 mm. Do mưa lớn, nước lũ trên các sông ở Trung Bộ lên trở lại. Ngày 10 tháng 11, lũ trên sông Kỳ Lộ (Phú Yên), sông Dinh, sông Cái Nha Trang (Khánh Hòa) đã đạt đỉnh, trên sông Kỳ Lộ tại Hà Bằng là 11,95 m (22 giờ ngày 10 tháng 11), trên báo động III 2,45 m; sông Dinh tại Ninh Hòa là 5,96 m (21 giờ ngày 10), trên báo động III 0,26 m. Sáng 12 tháng 11, lũ trên sông Bồ, sông Thạch Hãn, hạ lưu sông Thu Bồn đạt đỉnh. Mực nước đỉnh lũ trên sông Bồ tại Phú Ốc 4,8 m, trên báo động III: 0,3m; sông Thạch Hãn tại Thạch Hãn 5,2 m, trên báo động II: 0,7 m; sông Thu Bồn tại Câu Lâu 4,2 m, trên báo động III: 0,2 m. Đến cuối ngày 12 tháng 11, sang ngày 13 tháng 11, lũ trên các sông từ Quảng Trị đến Phú Yên đang xuống, riêng sông Kôn (Bình Định) đang dao động ở mức đỉnh; trên sông Kôn tại Thạnh Hòa là 7,23 m, trên báo động II: 0,23 m.

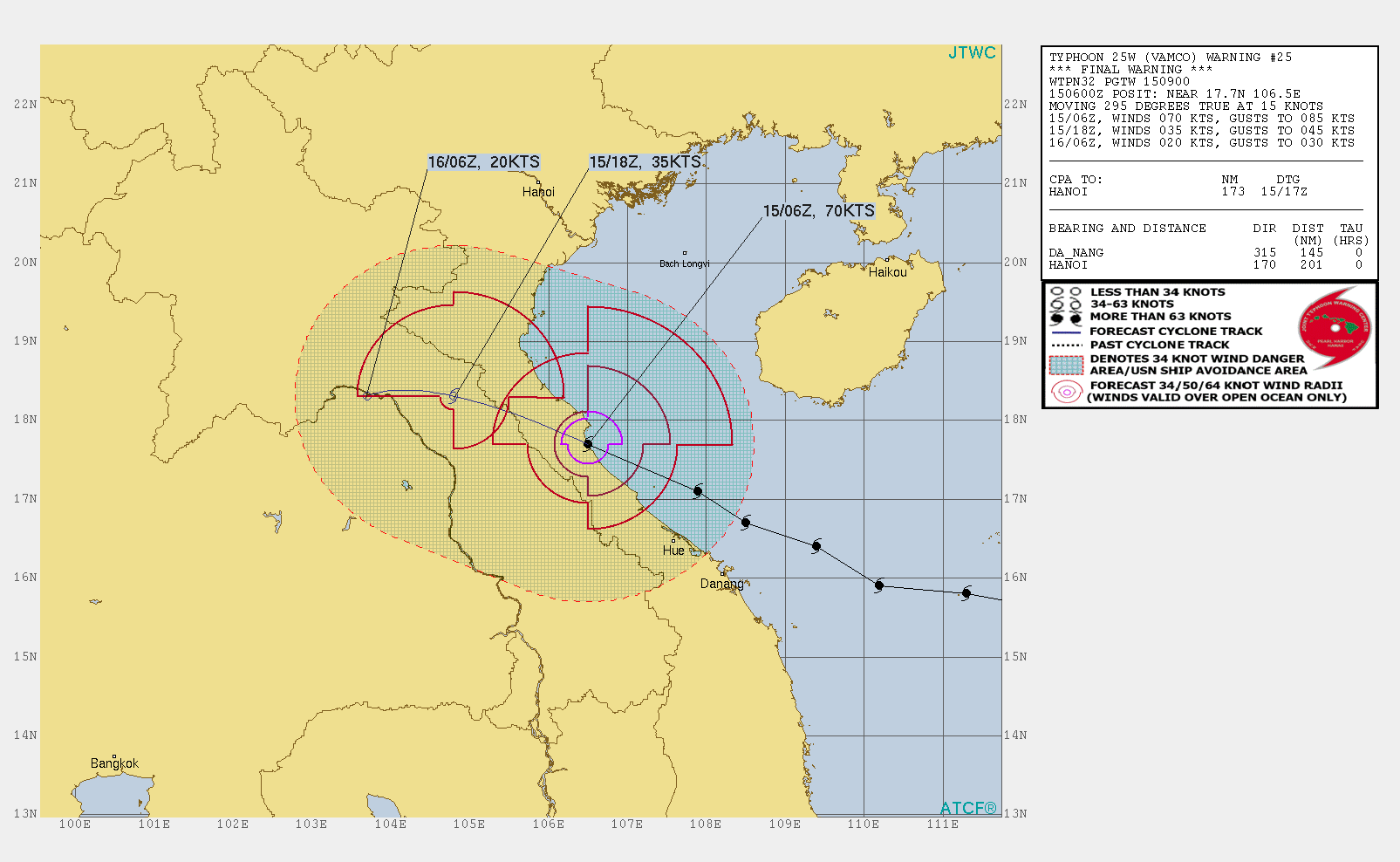
Trung tâm Cảnh báo Bão Liên hợp ghi lại di chuyển của bão Vamco (2020) các giai đoạn, vị trí tâm ngày 14, 15 tháng 11 ở Hà Tĩnh và Quảng Bình.

Giai đoạn từ ngày 12 tháng 11, khi mực nước ngập lụt ở miền Trung trong xu hướng giảm tốc độ chậm, ngoài Biển Đông, cơn bão số 13 được hình thành, đổ bộ qua Philippines, gây ảnh hưởng vô cùng lớn, tiếp tục tiến thẳng tới Việt Nam, với tên gọi quốc tế là Ulysses hoặc Vamco (tiếng Việt: Vàm Cỏ). Hồi 10 giờ ngày 14 tháng 11, vị trí tâm bão ở khoảng 15,8 độ Vĩ Bắc; 110,9 độ Kinh Đông, cách Đà Nẵng – Thừa Thiên Huế khoảng 300 km, cách Quảng Trị khoảng 420 km về phía Đông Đông Nam. Sức gió mạnh nhất vùng gần tâm bão mạnh cấp 13 - 14 (135 – 165 km/h), giật cấp 17. Bán kính gió mạnh từ cấp 6, giật từ cấp 8 trở lên khoảng 250 km tính từ tâm bão; bán kính gió mạnh từ cấp 10, giật từ cấp 12 trở lên khoảng 100 km tính từ tâm bão.
Trung tâm Dự báo Khí tượng Thủy văn Quốc gia báo động khẩn trong đêm 14 tháng 11, bão di chuyển theo hướng Tây Tây Bắc, với tốc độ khoảng 20 km/h. Đến 22 giờ ngày 14 tháng 11, vị trí tâm bão ở khoảng 16,4 độ Vĩ Bắc; 109,1 độ Kinh Đông, trên vùng biển từ Hà Tĩnh đến Quảng Ngãi. Sức gió mạnh nhất vùng gần tâm bão mạnh cấp 12 (115 – 135 km/h), giật cấp 15. Nửa đêm 14, rạng sáng 15 tháng 11, bão di chuyển theo hướng Tây Tây Bắc, với tốc độ khoảng 20 km/h và suy yếu dần. Đến 10 giờ ngày 15 tháng 11, vị trí tâm bão ở khoảng 17,1 độ Vĩ Bắc; 107,2 độ Kinh Đông, ngay trên bờ biển từ Hà Tĩnh đến Quảng Ngãi. Sức gió mạnh nhất vùng gần tâm bão mạnh cấp 10 (90 – 100 km/h), giật cấp 13, sức gió vô cùng lớn, tác động nghiêm trọng khắp Trung Trung Bộ. Chiều 15 tháng 11, Bão số 13 đổ bộ vào Quảng Bình, gây mưa lớn cho các tỉnh Trung Bộ lượng 100 – 200 mm trong các ngày 14, 15 ở Bắc và Trung Trung Bộ. Do mưa lớn, nước lũ trên các sông ở Quảng Bình, Quảng Trị lên, các sông ở Thừa Thiên Huế, Quảng Nam có xu hướng xuống. Đến ngày 16, mực nước các sông Bắc và Trung Trung Bộ hiện đã xuống dưới mức báo động I, kết thúc đợt mưa lũ tạm thời.

### Đợt lũ thứ năm
Cuối tháng 11, đầu tháng 12, miền Trung chịu thêm một số tác động của hoàn lưu áp thấp ở Biển Đông. Từ ngày 29 tháng 11 đến 1 tháng 12, toàn tỉnh Bình Định có hơn 31.000 ngôi nhà bị ngập, hàng chục ha lúa, hoa màu bị hư hại. Tại huyện Tuy Phước, có khoảng 11.000 nhà ở bị ngập, nhiều nhà bị hư hỏng, ảnh hưởng đến đời sống người dân. Ngày 2 tháng 12, tỉnh Phú Yên cho biết, mưa lũ từ ngày 26 tháng 11 đến 2 tháng 12 đã làm 10 người chết và mất tích. Khoảng 2.965 nhà bị ngập nước, 4 nhà bị hư hỏng hoàn toàn, khiến 25,9% diện tích nuôi trồng thủy sản bị thiệt hại, hơn 2.100 lồng tôm hùm bị nước ngọt đổ về, tôm chết. Ước tính người nuôi trồng thủy sản thiệt hại gần 500 tỷ đồng. Trong đó, Hà Tĩnh là tỉnh bị thiệt hại nặng nhất khi diện tích nuôi nước ngọt, mặn lợ bị ngập lụt lên tới 2.872 ha, sản lượng bị thiệt hại 2.712 tấn; thiệt hại về lồng bè 3.294 m³, ước tính thiệt hại khoảng 165 tỷ.
Tương tự, tại tỉnh Phú Yên, những ngày giữa tháng 11, lũ tràn về bất ngờ, ầm ầm đổ xuống vùng nuôi tôm hùm khiến tôm bị sốc nước ngọt, chết hàng loạt. Người nuôi loại hải sản cao cấp này ở thị xã Sông Cầu (Phú Yên) lại khóc ròng vì thiệt hại tiền tỷ. Theo thống kê, tại tỉnh này có 159 ha ao nuôi bị thiệt hại, ước tính 11 tỷ đồng; 2.180 ô lồng nuôi tôm hùm bị thiệt hại, người nuôi mất khoảng 63 tỷ đồng.
Cũng theo chủ tịch UBND huyện Khánh Sơn, một đoàn du khách đến từ TP. HCM với 36 người, thuê 9 người dân địa phương bắt đầu thực hiện tour leo núi, khám phá đỉnh Tà Giang từ sáng 28 tháng 11. Theo lịch trình, đến tối 29 tháng 11 đoàn du khách sẽ đến TP. Nha Trang để trở về TP. HCM. Tuy nhiên, đến tối 30 tháng 11 đoàn khách vẫn chưa thể ra khỏi khu vực núi Tà Giang. Nguyên nhân do nước suối Đá Lớn dâng cao, đoàn khách không thể vượt qua.

## Thống kê

### Thống kê khí tượng thủy văn
Thống kê các sự kiện khí tượng thủy văn, vùng áp thấp, áp thấp nhiệt đới, bão cụ thể tác động, độ vào miền Trung, gây lũ lụt miền Trung 2020:
| Bão và áp thấp nhiệt đới tác động đến mưa lũ miền Trung Việt Nam 2020 | Bão và áp thấp nhiệt đới tác động đến mưa lũ miền Trung Việt Nam 2020 | Bão và áp thấp nhiệt đới tác động đến mưa lũ miền Trung Việt Nam 2020 | Bão và áp thấp nhiệt đới tác động đến mưa lũ miền Trung Việt Nam 2020 | Bão và áp thấp nhiệt đới tác động đến mưa lũ miền Trung Việt Nam 2020 | Bão và áp thấp nhiệt đới tác động đến mưa lũ miền Trung Việt Nam 2020 | Bão và áp thấp nhiệt đới tác động đến mưa lũ miền Trung Việt Nam 2020 | Bão và áp thấp nhiệt đới tác động đến mưa lũ miền Trung Việt Nam 2020 | Bão và áp thấp nhiệt đới tác động đến mưa lũ miền Trung Việt Nam 2020 | Bão và áp thấp nhiệt đới tác động đến mưa lũ miền Trung Việt Nam 2020 | Bão và áp thấp nhiệt đới tác động đến mưa lũ miền Trung Việt Nam 2020 | Bão và áp thấp nhiệt đới tác động đến mưa lũ miền Trung Việt Nam 2020 |
| Bão                                                                   | Ảnh vệ tinh                                                           | Tên                                                                   | Đổ bộ                                                                 | Ngày                                                                  | Ghi chú                                                               | Bão                                                                   | Ảnh vệ tinh                                                           | Tên                                                                   | Đổ bộ                                                                 | Ngày                                                                  | Ghi chú                                                               |
| --------------------------------------------------------------------- | --------------------------------------------------------------------- | --------------------------------------------------------------------- | --------------------------------------------------------------------- | --------------------------------------------------------------------- | --------------------------------------------------------------------- | --------------------------------------------------------------------- | --------------------------------------------------------------------- | --------------------------------------------------------------------- | --------------------------------------------------------------------- | --------------------------------------------------------------------- | --------------------------------------------------------------------- |
| Vùng thấp                                                             |                                                                       | 91W                                                                   | Phú Yên                                                               | 07/10                                                                 | Khởi đầu đợt mưa lũ                                                   | 9                                                                     |                                                                       | Molave                                                                | Quảng Nam                                                             | 28/10                                                                 | Bão duy trì cường độ rất mạnh trên đất liền.                          |
| Vùng thấp                                                             | Khánh Hòa                                                             | 91W                                                                   | Quảng Ngãi                                                            | 07/10                                                                 | Khởi đầu đợt mưa lũ                                                   | 9                                                                     | Đợt lũ thứ III                                                        | Molave                                                                |                                                                       | 28/10                                                                 |                                                                       |
| 6                                                                     |                                                                       | Linfa                                                                 | Quảng Nam                                                             | 11/10                                                                 | Đề nghị loại bỏ tên bão                                               | 10                                                                    |                                                                       | Goni                                                                  | Bình Định                                                             | 06/11                                                                 | Mở đầu đợt lũ thứ IV                                                  |
| 6                                                                     | Quảng Ngãi                                                            | Linfa                                                                 | Đợt lũ thứ I                                                          | 11/10                                                                 | Phú Yên                                                               | 10                                                                    |                                                                       | Goni                                                                  |                                                                       | 06/11                                                                 | Mở đầu đợt lũ thứ IV                                                  |
| 7                                                                     |                                                                       | Nangka                                                                | Nam Định                                                              | 14/10                                                                 | Không đổ bộ trực tiếp Trung Bộ                                        | 12                                                                    |                                                                       | Etau                                                                  | Phú Yên                                                               | 10/11                                                                 | Đợt lũ thứ IV                                                         |
| 7                                                                     | Ninh Bình                                                             | Nangka                                                                | Gián tiếp khởi đầu đợt II                                             | 14/10                                                                 |                                                                       | 12                                                                    |                                                                       | Etau                                                                  | Phú Yên                                                               | 10/11                                                                 | Đợt lũ thứ IV                                                         |
| 7                                                                     | Thanh Hóa                                                             | Nangka                                                                | Gián tiếp khởi đầu đợt II                                             | 14/10                                                                 | Khánh Hòa                                                             | 12                                                                    |                                                                       | Etau                                                                  |                                                                       | 10/11                                                                 | Đợt lũ thứ IV                                                         |
| ATNĐ                                                                  |                                                                       | Ofel                                                                  | Đà Nẵng                                                               | 16/10                                                                 | Đợt lũ thứ II                                                         | 13                                                                    |                                                                       | Vamco                                                                 | Quảng Trị                                                             | 15/11                                                                 | Mạnh nhất Biển Đông 2020                                              |
| ATNĐ                                                                  | Hà Tĩnh                                                               | Ofel                                                                  | Đà Nẵng                                                               | 16/10                                                                 | Đợt lũ thứ II                                                         | 13                                                                    |                                                                       | Vamco                                                                 |                                                                       | 15/11                                                                 | Mạnh nhất Biển Đông 2020                                              |
| ATNĐ                                                                  | Quảng Nam                                                             | Ofel                                                                  | Quảng Bình                                                            | 16/10                                                                 | Đợt lũ thứ II                                                         | 13                                                                    | Đợt lũ thứ IV                                                         | Vamco                                                                 |                                                                       | 15/11                                                                 |                                                                       |
| 8                                                                     |                                                                       | Saudel                                                                | Hà Tĩnh                                                               | 26/10                                                                 | Tác động gián tiếp                                                    | Bắc Trung Bộ: Nangka, Ofel, Saudel, Vamco.                            | Bắc Trung Bộ: Nangka, Ofel, Saudel, Vamco.                            | Bắc Trung Bộ: Nangka, Ofel, Saudel, Vamco.                            | Bắc Trung Bộ: Nangka, Ofel, Saudel, Vamco.                            | Bắc Trung Bộ: Nangka, Ofel, Saudel, Vamco.                            | Bắc Trung Bộ: Nangka, Ofel, Saudel, Vamco.                            |
| 8                                                                     | Quảng Trị                                                             | Saudel                                                                | Trung Trung Bộ: Vùng áp, Nangka, Ofel, Goni, Etau, Vamco.             | Trung Trung Bộ: Vùng áp, Nangka, Ofel, Goni, Etau, Vamco.             | Trung Trung Bộ: Vùng áp, Nangka, Ofel, Goni, Etau, Vamco.             | Trung Trung Bộ: Vùng áp, Nangka, Ofel, Goni, Etau, Vamco.             | Trung Trung Bộ: Vùng áp, Nangka, Ofel, Goni, Etau, Vamco.             | Trung Trung Bộ: Vùng áp, Nangka, Ofel, Goni, Etau, Vamco.             |                                                                       |                                                                       |                                                                       |
| 8                                                                     | Quảng Bình                                                            | Saudel                                                                | Nam Trung Bộ, Tây Nguyên: Vùng áp, Linfa, Molave, Goni, Etau.         | Nam Trung Bộ, Tây Nguyên: Vùng áp, Linfa, Molave, Goni, Etau.         | Nam Trung Bộ, Tây Nguyên: Vùng áp, Linfa, Molave, Goni, Etau.         | Nam Trung Bộ, Tây Nguyên: Vùng áp, Linfa, Molave, Goni, Etau.         | Nam Trung Bộ, Tây Nguyên: Vùng áp, Linfa, Molave, Goni, Etau.         | Nam Trung Bộ, Tây Nguyên: Vùng áp, Linfa, Molave, Goni, Etau.         |                                                                       |                                                                       |                                                                       |

- Ghi chú: Tên địa phương thường sử dụng tên Philippines, nơi vùng bão đi qua đầu tiên, được in nghiêng. Tỉnh tâm bão đi qua tại Việt Nam được in đậm.

### Kỷ lục lịch sử
Lũ lụt miền Trung năm 2020 đã vượt mức lịch sử nhiều địa điểm. Trong đợt lũ thứ nhất, lũ sông lên nhanh, đỉnh lũ trên sông Hiếu ở Đông Hà, Quảng Trị ngày 8 tháng 10 đã vượt lũ lịch sử năm 1983 là 0,11 m; đỉnh lũ trên sông Bồ tại Phú Ốc, Thừa Thiên Huế ngày 9 tháng 10 vượt đỉnh lũ năm 1999 là 0,06 m. Trong đợt lũ thứ 2, miền núi đối diện sạt lở đất, vùng đô thị, ven biển miền Trung lại trải qua đợt mưa lũ mới, xô đổ nhiều kỷ lục. Đỉnh lũ trên sông Hiếu tại Đông Hà, Quảng Trị lúc 3 giờ sáng ngày 18 tháng 10 lên 5,36 m, vượt lũ lịch sử năm 1983 tới 0,78 m; đỉnh lũ trên sông Thạch Hãn lúc 2 giờ sáng ngày 18 tháng 10 là 7,4 m, vượt đỉnh lũ lịch sử năm 1999 là 0,11 m. Mực nước trên sông Kiến Giang tại huyện Lệ Thủy, Quảng Bình lúc 6 giờ sáng ngày 19 tháng 10 là 4,88 m, vượt 0,97 m so với đỉnh lũ lịch sử năm 1999. Toàn bộ đều vượt qua Đại hồng thủy 1999; lần đầu tiên thành phố Đồng Hới bị ngập lụt.
| “                                                               | Bốn mươi năm qua mới chứng kiến cơn lũ lịch sử tàn phá khủng khiếp đến vậy, nhiều nhà dân xói lở, chơ vơ như ốc đảo sau khi lũ rút, hàng nghìn con trâu bò, lợn gà trôi theo dòng nước. | ” |
| —Lời của những người cao tuổi ở miền Trung, về Lũ lịch sử 2020. | |   |

Hà Tĩnh đạt 4 kỷ lục lịch sử, gồm: từ 11 giờ ngày 18 tháng 10 đến 11 giờ ngày 19 tháng 10, lượng mưa đo được tại thành phố Hà Tĩnh là 872 mm, trở thành trận mưa có lượng mưa lớn nhất trong 24 giờ, lớn nhất từ trước tới nay. Mưa được ghi nhận với cường độ lớn trong suốt 53 giờ 25 phút (từ 11h10 ngày 17 tháng 10 đến 16h35 ngày 19 tháng 10), thành phố Hà Tĩnh đạt lượng mưa kỷ lục 1.100 mm và được đánh giá là lượng mưa lớn nhất trong 1 đợt liên tục. Từ ngày 15 đến 21 tháng 10, đợt mưa có lượng mưa lớn nhất, với 1.384 mm, đã khiến mức ngập lụt các vùng Hà Tĩnh cao hơn năm 2010 từ 0,5 – 1 m. Tháng 10 cũng được ghi nhận là tháng có tổng lượng mưa lớn nhất trong vòng 60 năm qua (từ năm 1959) với 2.370 mm và cao hơn tháng cao nhất lịch sử (tháng 10 năm 1983) là 322 mm.

### Kiến nghị đổi tên
Do những thiệt hại nghiêm trọng mà lũ lụt ở Trung Bộ gây ra, khởi nguồn từ cơn bão số 6 (Linfa), Tổng cục Khí tượng Thủy văn Việt Nam đã đề xuất loại bỏ tên bão Linfa ra khỏi danh sách 140 tên bão trên khu vực Tây Bắc Thái Bình Dương. Đây là lần đầu tiên Việt Nam đề xuất loại bỏ tên bão, việc làm này được cho là thiết thực của cơ quan này nhằm chia sẻ những mất mát với thân nhân và các gia đình nạn nhân bị thiệt mạng và còn mất tích do hậu quả nghiêm trọng do cơn bão gây nên góp phần nhắc nhở cộng đồng luôn chủ động trước những diễn biến cực đoan của thời tiết và khí hậu.

## Thiệt hại bão và lũ lụt

### Tình hình chung
Thời gian đầu, tính đến ngày 11 tháng 10, ở tuần lũ đầu tiên có 10 người chết vì đợt lũ lụt năm 2020. Trong đó tỉnh Quảng Trị có 3 người, Thừa Thiên - Huế có 2 người, Quảng Ngãi có 1 người, Gia Lai có 1 người, Đắk Lắk có 1 người, Quảng Nam có 1 người và 11 người mất tích (Quảng Trị 7 người, Đà Nẵng 3 người, Gia Lai 1 người), bị thương 7 người. Các tuần tiếp theo, số thương vong không ngừng gia tăng. Ngày 12 tháng 10, có 23 người chết, 18 người mất tích vì lũ lụt; ngày 17 tháng 10, có 60 người chết, 4 người mất tích; tiếp tục tăng lên trong đợt lũ thứ 2 ngày 19 tháng 10 với 84 người chết, 38 người mất tích. Theo báo cáo của Ban chỉ đạo Trung ương về Phòng chống thiên tai, số người chết tăng thành 105 người, tính đến sáng ngày 20 tháng 10. Tình hình thiệt mạng tăng mạnh vì tác động to lớn của đợt thiên tai bão, lũ lụt thứ ba, chạm ngưỡng 229 người chết và mất tích vào ngày 31 tháng 10.
Đi kèm với thiệt hại tính mạng là thiệt hại vật chất. Các vùng từ tỉnh Quảng Bình, Quảng Trị, Thừa Thiên Huế, Đà Nẵng, Quảng Nam bắt đầu với ngập lụt ở 206 xã, phường, độ ngập sâu từ 0,3 – 3 m, nặng nhất là Quảng Trị 81 xã, Thừa Thiên Huế 54 xã, phường với tổng số hộ bị ngập là 109.034 hộ; thời điểm cao nhất trong đợt lũ thứ nhất ngày 13 tháng 10 với 212 xã, phường, 135.329 hộ bị ngập lụt. Về giao thông, trên các tuyến quốc lộ có 93 điểm bị sạt lở và 19 điểm bị ngập. Quốc lộ 1 trên địa phận Thừa Thiên Huế có 5 điểm ngập sâu 0,2 – 0,6 m, đường sắt Bắc Nam đoạn qua tỉnh Thừa Thiên Huế bị ngập. Sáng 12, vụ sạt lở kèm nước sông dâng cao gây tắc đường tại đoạn tuyến km 250 + 700 - km 250 + 920 đường Hồ Chí Minh nhánh Tây, Quốc lộ 1, 49A, 49B, Quốc lộ 9 (Quảng Trị), Quốc lộ 15 (Quảng Bình); thêm khu vực các phương tiện không thể lưu thông ở phía Bắc cầu treo Đakrông và ngã ba La Lay, dẫn đến 13 tuyến quốc lộ, 30,1 km đường giao thông bị ngập, hư hỏng. Gần 150.000 ngôi nhà bị ngập, sập đổ, hư hỏng. Gần 4.500 ha lúa, hoa màu bị ngập, vùi lấp; hơn 2.100 ha thủy sản bị thiệt hại; hơn 151.000 con gia súc, gia cầm bị chết, cuốn trôi; nhiều nơi bị chia cắt, nhiều khu vực dân cư bị cô lập trong đợt lũ thứ nhất.
Ngày 16 tháng 10, còn 14.937 hộ bị ngập và có nguy cơ sạt lở đất đang phải sơ tán, trong tổng số 21.785 hộ đã sơ tán. Ngày 18 tháng 10, trong đợt thứ 2, Quốc lộ 1 qua Quảng Bình có 4 đoạn lũ ngập sâu, trong đó có đoạn tại huyện Lệ Thủy và Quảng Ninh nước ngập tới 1,4 m; lần đầu tiên trong lịch sử, thành phố Đồng Hới – thủ phủ tỉnh Quảng Bình ngập trong lũ. Hầu hết các hộ gia đình ở hai huyện chìm trong lũ; Lệ Thủy: 17.600 nhà dân ở hầu hết các xã bị ngập, một số xã ngập sâu như An Thủy, Lộc Thủy, Hồng Thủy, Sơn Thủy, thị trấn Kiến Giang có nước lũ 1 - 2,5 m; Quảng Ninh: 10.448 nhà dân bị ngập với mức độ sâu. Sáng 19 tháng 10, số hộ dân bị ngập tăng lên thành 121.694 hộ, cụ thể Hà Tĩnh: 2.704 hộ tại 7 huyện Hương Khê, Cẩm Xuyên, Nghi Xuân, Đức Thọ, Lộc Hà, Thạch Hà, thành phố Hà Tĩnh; Quảng Bình: 65.231 hộ tại 8 huyện Lệ Thủy, Quảng Ninh, Bố Trạch, Tuyên Hóa, Minh Hóa, Quảng Trạch, thị xã Ba Đồn, thành phố Đồng Hới; Quảng Trị: 53.759 hộ tại 9 huyện Hướng Hóa, Đakrông, Cam Lộ, Vĩnh Linh, Gio Linh, thị xã Quảng Trị, Triệu Phong, Hải Lăng thành phố Đông Hà. Ngày 19 tháng 10, tình hình ngập lụt trở nên nghiêm trọng ở Quảng Bình, được cho là vượt qua lịch sử thiên tai; số lượng lớn hàng trăm nghìn người Bắc Trung Bộ bị kẹt trong lũ, nhà chìm, ngập nước, không thể tự di chuyển, thiếu lượng thực, thực phẩm, đòi hỏi cứu trợ, cứu nạn khẩn cấp quy mô lớn. Trong gần 1 tuần, ở 6 tỉnh từ Quảng Bình đến Quảng Nam đã có hơn 260.000 hộ gia đình, với hơn 1 triệu người ảnh hưởng bởi lũ lụt, trong đó, Quảng Bình chiếm hơn 1/3. Gần 155.000 gia đình ở Hà Tĩnh, Quảng Bình và Quảng Trị tiếp tục ngập nước đêm 19 tháng 10, đạt mức cao nhất là 177.000 căn nhà vào ngày 20 tháng 10.
Hư hỏng nhà cửa: tính đến đêm 28 tháng 10, trong cơn bão của đợt thứ 3, khi Bão số 9 quét qua, hơn 56.000 căn nhà tốc mái, chủ yếu ở Quảng Ngãi với hơn 53.000 nhà.
Mất điện: tính đến ngày 12 tháng 10, cơn bão số 6 cùng mưa lớn gây lũ lụt tại 7 tỉnh, thành phố miền Trung, Tây Nguyên khiến hơn 913.000 gia đình của 369 xã, phường trong khu vực bị mất điện. Công suất không cung cấp điện được tại 7 điện lực địa phương là 163 MW, chiếm 7,6% phụ tải toàn Tổng công ty Điện lực miền Trung (EVNCPC). Sau đợt lũ thứ nhất, điện lực được triển khai cung cấp lại, nhưng gặp khó khăn với đợt lũ thứ 2. Trong đợt thứ 3, với sức tàn phá mạnh của cuồng phong, 1,7 triệu hộ dân đã bị mất điện do Bão số 9.
Nghỉ học: giai đoạn đầu, lũ lụt khiến toàn vùng chìm trong nước, giao thông bị ngăn cản khiến di chuyển trở nên khó khăn. Từ ngày 8 tháng 10, gần 700.000 học sinh Quảng Trị, Thừa Thiên Huế và Đà Nẵng nghỉ học do mưa to, lũ lên nhanh gây ngập diện rộng. Giai đoạn tiếp theo, học sinh, sinh viên các vùng lũ, vùng chịu ảnh hưởng lớn ở các tỉnh khác như Quảng Bình, Quảng Nam, Quảng Ngãi được cho nghỉ học; các trường đại học hoãn hoạt động nhập học cho sinh viên mới, hoãn tốt nghiệp. Trong đợt lũ thứ hai, ngày 19 tháng 10, khoảng 1,2 triệu học sinh tại 4 tỉnh Quảng Bình, Quảng Trị, Nghệ An và Hà Tĩnh phải nghỉ học vì mưa to, lũ dâng cao, nhiều trường đại học cho phép tân sinh viên nhập học trực tuyến, giúp sinh viên ở xa, ảnh hưởng bão lũ xác nhận nhập học không bị muộn, lỡ. Trong đợt mưa lũ thứ 3 do tác động đồng thời của cả mưa, Bão số 9 và không khí lạnh, trong các ngày từ 27 đến 29 tháng 10, Sở Giáo dục và Đào tạo các tỉnh từ Thừa Thiên Huế đến Khánh Hòa đã cho học sinh tất cả các cấp học trên địa bàn nghỉ học tránh bão, lũ. Trong ngày 29 và 30 tháng 10, nhiều trường học ở Nghệ An và Hà Tĩnh đã phải đóng cửa do mưa lớn, ngập lụt khiến cho giao thông bị tê liệt, nhiều khu vực bị chia cắt. Đến đợt lũ thứ 4, ngày 10 tháng 11, học sinh các tỉnh Phú Yên, Khánh Hòa được nghỉ học tránh Bão số 12. Do lũ lụt trong đợt mưa lũ thứ 4, đến ngày 12 tháng 11, tại Bình Định hiện vẫn còn 33.400 học sinh chưa thể đến trường vì một số trường vẫn còn bị ngập lụt và đường đến trường bị chia cắt. Các ngày 14, 15 tháng 11, trước tác động của đợt bão, lũ do Bão số 13 mà nhiều tỉnh thành miền Trung đã cho học sinh nghỉ học.
Đến ngày 1 tháng 11, miền Trung đã trải qua tháng 10 trong thiên tai, 3 mùa lũ ngập chìm trong lũ lụt và mưa bão. Đầu tháng 11, Thủ tướng Nguyễn Xuân Phúc và đại diện các ban ngành như Chánh án tối cao, Chủ nhiệm Ủy ban Tài chính – Ngân sách Quốc hội, Văn phòng Chính phủ, Bộ trưởng các Bộ Nông nghiệp, Tài nguyên, Giao thông, Xây dựng, Lao động đã thị sát vũng lũ của đợt thứ 3, nghe báo cáo về thiệt hại tính mạng, tài sản, kinh tế và xã hội. Theo thống kê tính đến 14 giờ ngày 31 tháng 10, chỉ riêng bão Molave đã làm 80 người chết, mất tích, trong đó có 45 người do sạt lở đất; 727 nhà bị sập hoàn toàn; ước tính thiệt hại khoảng 10 nghìn tỷ đồng. Bên cạnh đó, Tổng cục Thống kê công bố số liệu về thiệt hại do thiên tai xảy ra trong tháng 10 chủ yếu là bão, mưa lớn, sạt lở, lốc xoáy tại một số địa phương làm 153 người chết và mất tích, 222 người bị thương; 111.900 ngôi nhà bị sập đổ, cuốn trôi, ngập và hư hỏng; 3.000 con gia súc và 600.500 con gia cầm bị chết; 45.000 ha lúa và 22.300 ha hoa màu bị hư hỏng, tổng giá trị thiệt hại về tài sản do thiên tai gây ra trong tháng là 2.700 tỷ đồng. Riêng mưa lũ tại các tỉnh miền Trung làm 129 người chết và mất tích, 214 người bị thương; 111.200 ngôi nhà bị sập đổ, cuốn trôi, ngập và hư hỏng; hơn 1.000 ha lúa và 7.200 ha hoa màu bị ngập, hư hỏng; ước tính tổng giá trị thiệt hại về tài sản là 2.300 tỷ đồng, chiếm 83,8% tổng giá trị thiệt hại về tài sản do thiên tai gây ra. Cuối cùng, đầu tháng 12, đợt lũ kết thúc với tổng cộng 247 người chết và mất tích, thiệt hại hơn 30.000 tỷ đồng về kinh tế, ảnh hưởng lớn cho đất nước.

### Sạt lở thủy điện Rào Trăng 3
Phía Tây thành phố Huế tập trung các vị trí thủy điện Rào Trăng 3, Rào Trăng 4, A Lin B2, Trạm quản lý bảo vệ rừng 67. Các vị trí này xảy ra sạt lở vào đêm 11 tháng 10, khiến 17 công nhân mất tích. Đoàn cứu hộ của đơn vị Sở Chỉ huy tiền phương Quân khu 4, Ủy ban Nhân dân địa phương gồm 21 người  tổ chức tới cứu trợ ở Rào Trăng 3, nhưng gặp phải biến cố lớn. Đêm ngày 12 tháng 10, trên đường tới Rào Trăng, đoàn tạm nghỉ ở Trạm 67, dự tính tiếp tục di chuyển ngày hôm sau. Lúc nửa đêm, sạt lở toàn diện cường độ lớn bất ngờ xảy ra ở nơi đoàn nghỉ, khiến nhóm phải thoát khỏi vùng sạt lở, có 8 người may mắn thoát nạn, 13 người mất tích, gồm cả bộ đội, cán bộ, công chức. Thiếu tướng Nguyễn Văn Man, Chỉ huy trưởng Sở tiền phương thuộc nhóm mất tích. Tính đến ngày 14 tháng 10, có 30 người mất tích trong sự kiện sạt lở Rào Trăng (17 công nhân đợt sạt lở thứ nhất ở Rào Trăng và 13 thành viên nhóm cứu nạn trong đợt sạt lở thứ 2 ở Trạm 67). 3 công nhân chết vì sạt lở được xác nhận tối ngày 13 tháng 10.
| “                                                                     | ...gửi lời thăm hỏi, chia buồn sâu sắc nhất đến gia đình và thân nhân các cán bộ, sỹ quan, chiến sỹ bị hy sinh và công nhân bị tử nạn;...tiếp tục chỉ đạo các lực lượng khẩn trường tìm kiếm các công nhân còn đang mất tích tại khu vực thủy điện Rào Trăng 3;...tiếp tục theo dõi diễn biến của thiên tai, bão lũ để kịp thời ứng phó". | ” |
| —Thủ tướng Nguyễn Xuân Phúc, gửi lời chia buồn vụ sạt lờ Rào Trăng 3. | |   |

Sáng ngày 13 tháng 10, Phó Thủ tướng Trịnh Đình Dũng đến tỉnh Thừa Thiên Huế, trực tiếp mở cuộc họp tại xã Phong Xuân, huyện Phong Điền, chỉ đạo cứu trợ người mất tích trong vụ sạt lở Rào Trăng cùng Bí thư Tỉnh ủy Thừa Thiên - Huế Lê Trường Lưu, Chủ tịch UBND tỉnh Thừa Thiên - Huế Phan Ngọc Thọ và Tư lệnh Quân khu 4, Trung tướng Nguyễn Doãn Anh. Ngay sau đó, Đại tướng Ngô Xuân Lịch chỉ đạo các cơ quan chức năng của Quân đội, Bộ tư lệnh Quân khu 4 có nhiệm vụ tranh thủ thời gian, dồn nhân lực và vật lực phối hợp cứu trợ các nạn nhân bị mất liên lạc. Sở Chỉ huy tiền phương được tăng cường, lãnh đạo bởi Trung tướng, Phó Tổng tham mưu trưởng Nguyễn Trọng Bình và Trung tướng Nguyễn Doãn Anh, phối hợp tư trang, vật liệu từ Quân đội để tiếp cận khu vực bị nạn. Sáng ngày 14 tháng 10, Thiếu tướng Phạm Trường Sơn trực tiếp chỉ huy tổ bay trên không của Trung đoàn 930 (Sư đoàn 372), tổ chức thực hiện bay tiếp tế, thả hàng tiếp tế cho các công nhân tại khu vực thủy điện Rào Trăng 3, xác nhận hư hỏng nghiêm trọng khu vực Rào Trăng 3.
Tình thế cứu nạn Rào Trăng được quan tâm trong cả nước và đốc thúc nỗ lực triển khai. Sáng ngày 15 tháng 10, Thượng tướng, Thứ trưởng, Tổng tham mưu trưởng Phan Văn Giang chủ trì cuộc họp tìm kiếm. Đến 14h55 ngày 15 tháng 10, đội cứu nạn đã tìm được thi thể của 7 thành viên nhóm mất tích, trong đó có Chủ tịch UBND huyện Phong Điền Nguyễn Văn Bình. Đến tối 15 tháng 10, đội cứu nạn tìm thấy 12 thi thể, trong đó có thi thể Thiếu tướng Nguyễn Văn Man và Đại tá Nguyễn Hữu Hùng (được truy thăng Thiếu tướng ngày 17 tháng 10 năm 2020).. Lúc 19h20 ngày 15 tháng 10, thi thể thứ 13 được Sở Chỉ huy tiền phương tìm thấy, đội cứu nạn mất tích không một ai sống sót, sau đó, toàn bộ được đem về Viện Quân y 268 của thành phố Huế, làm lễ tang quân đội và nhân dân. Ngày 16 tháng 10, các đơn vị cứu nạn tiếp tục mở đường, tìm kiếm 16 công nhân mất tích. Tình hình khó khăn do thời tiết xấu liên tục trong các đợt lũ thứ 2, thứ 3. Ngày 28 tháng 10, do tình thời tiết xấu ảnh hưởng tiêu cực từ bão Molave các đơn vị phải tạm dừng tìm kiếm cứu nạn.

### Sạt lở Hướng Hóa, Quảng Trị
Sạt lở vùng đóng quân Đoàn 337: nửa đêm 17, rạng sáng 18 tháng 10, một vụ sạt lở đất đặc biệt nghiêm trọng xảy ra tại Khu tập thể đồn biên phòng ở thôn Cợp, xã Hướng Phùng, huyện Hướng Hoá, tỉnh Quảng Trị, đây là vùng đóng quân của Đoàn Kinh tế - Quốc phòng 337 thuộc Quân khu 4. Thời điểm ban đầu sau sạt lở, có 5 người được cứu an toàn, 22 người mất liên lạc, với 4 sĩ quan, 10 quân nhân chuyên nghiệp và 8 chiến sĩ. Sáng ngày 18 tháng 10, đoàn công tác khẩn cấp của tỉnh do Phó Chủ tịch UBND tỉnh Quảng Trị làm trưởng đoàn vào tiếp cận hiện trường và lập Ban Chỉ huy tiền phương tại huyện Hướng Hóa. Tỉnh Quảng Trị cũng đề nghị Bộ Quốc phòng, Quân khu 4 hỗ trợ. Cùng ngày, tại Quảng Trị mưa lớn, địa bàn rừng núi nguy hiểm, sạt lở trong tình trạng tiếp tục xảy ra. Sau đó, Đại tướng Ngô Xuân Lịch quyết định thành lập Đoàn công tác do Trung tướng, Thứ trưởng Nguyễn Tân Cương chỉ huy, cùng Phó Tổng Tham mưu trưởng Nguyễn Văn Nghĩa vào khảo sát, nắm tình hình, chỉ đạo Quân khu 4, cùng với các lực lượng của toàn quân và địa phương nhanh chóng khắc phục hậu quả vụ sạt lở.
Đến 17h30 ngày 18 tháng 10, đã tìm thấy thi thể của 14 quân nhân Đoàn 337. Người thân, gia đình các nạn nhân cùng tới vùng sạt lở, theo dõi quá trình tìm kiếm, gặp mặt lần cuối các thi thể quân nhân. Lúc 14h30 ngày 19, toàn bộ 22 thi thể quân nhân đã được tìm thấy, được đưa về Bệnh viện Đông Hà, tổ chức tang lễ.
Sạt lở các vùng núi Hướng Hóa: vào chiều ngày 17 tháng 10, trên địa bàn thôn Tà Rùng, xã Húc, huyện Hướng Hóa, Quảng Trị xảy ra sạt lở đất chôn vùi 1 nhà dân làm 6 người trong gia đình thiệt mạng và đã tìm thấy được thi thể. Cũng tại Hướng Hóa, chiều 17 tháng 10 khi nhận thông tin có 7 người đi làm rẫy, bị nước lũ cô lập mất tích, đoàn cán bộ Công an xã Hướng Việt gồm 7 người triển khai tìm kiếm cũng bị nước cuốn gây ảnh hưởng nghiêm trọng, 1 thượng úy Công an thiệt mạng, Chủ tịch Uỷ ban Nhân dân xã Hướng Việt và 1 Phó Bí thư là sĩ quan Biên phòng tăng cường bị thương gãy chân, 4 người khác mất liên lạc. Đến ngày 18 tháng 10, đã tìm thấy 4 người còn lại trong đoàn cứu hộ an toàn.

### Sạt lở Nam Trà My, Phước Sơn, Quảng Nam
Ngày 28 tháng 10, tâm bão Molave quét qua Quảng Nam, Quảng Ngãi với sức gió đặc biệt lớn, khiến vùng giáp ranh 2 tỉnh chịu tác động mạnh, cùng với mưa tạo ra sạt lở núi. Tỉnh Quảng Nam trong địa hình lởm chởm gặp phải nhiều tình huống thảm họa địa chất, ảnh hưởng nghiêm trọng tới đời sống và sinh mạng người dân.
Nam Trà My: lúc 22h45 ngày 28 tháng 10, Bộ Chỉ huy Quân sự tỉnh Quảng Nam báo cáo có thông tin ban đầu về sạt lở nghiêm trọng tại xã Trà Leng, Trà Vân, huyện Nam Trà My, tỉnh Quảng Nam. Theo đó, có 45 người ở Thôn 1 xã Trà Leng và 8 người ở Thôn 1 xã Trà Vân mất tích. Đến 23 giờ ngày 28 tháng 10, đã tìm thấy 7 thi thể. Ngay trong đêm, Thủ tướng có công điện khẩn gửi Uỷ ban Quốc gia Ứng phó sự cố thiên tai và Tìm kiếm cứu nạn; Bộ trưởng Bộ Quốc phòng; Tư lệnh Quân khu 5; UBND tỉnh Quảng Nam chỉ thị các cơ quan phối hợp với các lực lượng liên quan tập trung bằng mọi biện pháp cần thiết để khẩn trương cứu hộ, cứu nạn những người bị vùi lấp, kịp thời báo cáo. Ở điểm thảm họa, Quân khu 5 đã điều động hơn 200 cán bộ, chiến sĩ các lực lượng và nhiều phương tiện thiết bị, thông tin lên lạc hành quân trong đêm để tiếp cận hiện trường. Tuy nhiên, Quốc lộ 40B xảy ra nhiều điểm sạt lở, trong đó có 5 điểm sạt lở lớn, khiến việc tiếp cận hiện trường bị trì hoãn.
Sáng 29 tháng 10, Sở Chỉ huy tiền phương cứu nạn Nam Trà My được thành lập, đặt tại huyện Bắc Trà My để chỉ huy công tác tìm kiếm cứu nạn 53 người bị núi sạt vùi lấp; Sở Chỉ huy do Lê Trí Thanh, Phó Bí thư Tỉnh ủy, Chủ tịch UBND tỉnh Quảng Nam làm Chỉ huy trưởng và Thiếu tướng Nguyễn Đình Tiến, Phó Tư lệnh Quân khu 5 làm Phó Chỉ huy thường trực trực tiếp chỉ huy công tác tìm kiếm cứu nạn. Công binh, cơ giới và cả không quân được chuẩn bị sẵn sàng để xâm nhập tâm điểm, tìm được 16 thi thể, 8 người Trà Vân, 8 người Trà Leng vào trưa 29 tháng 10. Đến 15 giờ, lực lượng chức năng đã tìm được 33 người mất tích còn sống, 16 người trong số này bị thương, được sơ cứu trước khi chuyển đến bệnh viện và thêm 6 thi thể nạn nhân bị vùi lấp, lực lượng cứu nạn tiếp tục tập trung nỗ lực tìm kiếm 14 người còn đang mất tích.
Phước Sơn: chiều 28 tháng 10, tại Thôn 3 của xã Phước Lộc, huyện Phước Sơn, xảy ra sạt lở. Bởi sự việc xảy ra trong thời điểm mưa bão, đường sá sạt lở nên đến sáng 29 tháng 10, người dân mới có thể cắt rừng ra xã báo tin. Nhận tin, Tỉnh ủy Quảng Nam điều động Bộ Chỉ huy Bội đội Biên phòng tỉnh tiếp cận hiện trường vụ sạt lở. Chiều 29 tháng 10, lực lượng tại chỗ gửi điện khẩn đã tìm thấy 3 thi thể. Tình hình tại khu vực sạt lở liên tục kéo dài khó khăn, suốt các giai đoạn tiếp theo cho đến ngày 31 tháng 10, toàn bộ xã Phước Lộc đã bị cô lập, mất liên lạc hoàn toàn. Địa phương cử nhiều đoàn băng rừng, vượt suối để cố gắng tìm đường vào xã nhưng không thể tiếp cận, không thể nắm được tình hình thiên tai, đời sống của người dân trong xã, thông tin ban đầu đều chỉ là các báo cáo ngắt quãng từ nhóm chỉ huy xã.
Các đợt lũ lụt phá hủy giao thông khiến nhiều hộ dân bị kẹt tại các khu vực khó khăn. Trong đợt lũ thứ 3, do ảnh hưởng của bão Molave, các địa phương trong tỉnh Quảng Nam có gió bão lớn, mưa to đến rất to, nước lũ dâng cao gây thiệt tài sản của nhà nước và người dân. Từ ngày 28 tháng 10, huyện Phước Sơn bị sạt lở núi chia cắt giao thông, gây cô lập khoảng 3.000 hộ dân tại xã Phước Lộc, Phước Thành. Ngày 30 tháng 10, UBND tỉnh gửi văn bản đề nghị Thủ tướng và Bộ Quốc phòng tiếp tế lương thực, thực phẩm bằng đường không cho 3.000 hộ dân.
Thủy điện Đăk Mi 2: trong đợt lũ thứ 3, nước chảy xiết vùng đồi, núi, gây sạt lở hàng loạt ở nhiều nơi, phá hủy tuyến đường di chuyển. Tại xã Phước Lộc, huyện Phước Sơn, sạt lở diễn ra cường độ cao, nước sông dâng lên những ngày 28 và 29 tháng 10 khiến cho tuyến đường di chuyển trong rừng bị cắt, khiến cho 200 công nhân đang tạm trú, thi công công trình thủy điện Đăk Mi 2 bị kẹt. Ngay sau đó, Bí thư Tỉnh ủy Quảng Nam Phan Việt Cường đã chỉ đạo các cơ quan chức năng huyện Phước Sơn khẩn trương ứng cứu, giải thoát kịp thời cán bộ, công nhân Thủy điện Đăk Mi 2 ra khỏi khu vực bị cô lập. Lực lượng của Quân khu 5 được điều đồng cứu trợ, lập tức tiếp tế lương thực cho đủ 10 ngày ăn, phòng mưa to gây cô lập trở lại, đồng thời sử dụng ròng rọc để đưa công nhân thoát khỏi vùng hiểm trở, giải cứu được 80 người cho đến tối 30 tháng 10. Với nỗ lực của các tổ chức cứu trợ, toàn bộ các công nhân đều được bảo vệ an toàn rời khỏi khu vực nguy hiểm vào ngày 31 tháng 10.

### Sạt lở Khánh Hòa – Lâm Đồng
Chiều 29 tháng 11, do vùng áp thấp ở đợt lũ giai đoạn cuối gây ra mưa lớn kéo dài làm gần 2.000 m³ đất đá trên đèo Khánh Lê sạt lở xuống đường khiến giao thông chia cắt, nhiều nơi bị ngập lụt. Đồng thời có một đoàn du lịch gồm 4 người bị lũ cuốn, trong đó 2 người tìm thấy sống sót, 2 người tử vong. Đồng thời mưa lớn, nước chảy xiết đã cuốn sập mố cầu bê tông bắc qua sông Trang nối xã Liên Sang với xã Khánh Thượng, Giang Ly, huyện Khánh Vĩnh, Làm ngập lụt khá nhiều cho khu vực duyên hải từ Phú Yên tới Ninh Thuận.
Sạt lở vùng đã gây ngập diện rộng cho các tỉnh Khánh Hòa, Phú Yên, Quảng Ngãi, Quảng Nam. Đồng thời gây ngập cục bộ ở Ninh Thuận, Lâm Đồng, Gia Lai, Bình Định.

## Đối phó tình thế

### Các đơn vị, tổ chức đối phó
Trong tình hình diễn biến phức tạp của lũ lụt miền Trung 2020, Trung ương chỉ huy đối phó tình thế. Thủ tướng Nguyễn Xuân Phúc ra công điện ngày 9 tháng 10, yêu cầu Ban Chỉ đạo Trung ương về phòng chống thiên tai và Ban Chỉ huy Phòng chống thiên tai phối hợp cùng các Bộ, Ban ngành, cơ quan địa phương và lực lượng bộ đội phối hợp đối phó lũ lụt. Các Ban Chỉ huy Phòng chống thiên tai và Tìm kiếm cứu nạn Quảng Bình, Quảng Trị, Thừa Thiên Huế chịu trách nhiệm đối phó trực diện, tiên phong, phối hợp trên địa bàn lũ lụt địa phương. Các đơn vị Quân khu 4, Quân khu 5, Bộ đội Biên phòng Việt Nam đã huy động 8.843 người gồm bộ đội, dân quân 6.994 và 200 phương tiện ôtô, xuồng phối hợp với các lực lượng địa phương khắc phục hậu quả do mưa lũ. Ngày 11, Bộ Tư lệnh Quân khu 4 đã quyết định thành lập Sở Chỉ huy tiền phương phòng, chống lụt bão tại huyện Phong Điền, tỉnh Thừa Thiên Huế do Thiếu tướng Nguyễn Văn Man, Phó Tư lệnh Quân khu 4 trực tiếp chỉ huy, có nhiệm vụ khảo sát, nắm tình hình mưa lũ; chỉ đạo lực lượng vũ trang thực hiện các biện pháp hỗ trợ chính quyền địa phương và nhân dân ứng phó, khắc phục hậu quả do mưa lũ gây ra tại ba tỉnh Thừa Thiên Huế, Quảng Bình, Quảng Trị. Trong thời gian diễn biến lũ lụt miền Trung 2020, các phương tiện di chuyển bị cấm, tuyến đường sắt Bắc Nam khu vực Huế được phong tỏa dừng hoạt động; về đường biển, neo đậu tất cả tàu thuyền, cấm di chuyển.
Sau sự kiện sạt lở Rào Trăng 3, Thiếu tướng Nguyễn Văn Man mất, quá trình tổ chức, phối kết hợp đối phó lũ lụt miền Trung 2020 được Đảng và Nhà nước Việt Nam tăng cường tập trung. Trong diễn biến phức tạp của đợt lũ thứ hai, phá hủy nhiều cơ sở hạ tầng, đời sống của người dân miền Trung, Tổng Bí thư, Chủ tịch nước Nguyễn Phú Trọng đã gửi lời chia buồn đến những gia đình có người thân bị nạn do lũ, lụt, chỉ thị các cơ quan Nhà nước tập trung chống thiên tai nghiêm trọng, kêu gọi nhân dân cả nước tiếp tục động viên, giúp đỡ người nghèo, người gặp hoạn nạn khó khăn. Thủ tướng Nguyễn Xuân Phúc trực tiếp chỉ đạo các cơ quan từ Trung ương đến địa phương chống lũ, xoay quanh các Ban Chỉ huy tiền phương cùng đơn vị Quân đội Nhân dân Việt Nam.
Các cơ quan Bộ Nông nghiệp, Bộ Công Thương, Tập đoàn Điện lực Việt Nam phụ trách chỉ đạo công tác vận hành an toàn các hồ đập thủy lợi, thủy điện, giảm lũ cho hạ du, không để gia tăng ngập lụt ở hạ du do xả lũ nhân tạo; Bộ Tài nguyên và Môi trường phụ trách xem xét tình thế sự kiện, Tổng cục Khí tượng Thủy văn đóng vai trò dự báo thiên tai, lũ lụt xảy ra; Bộ Giao thông Vận tải phụ trách các tuyến đường giao thông Bắc Nam đang thiệt hại nghiêm trọng trong lũ, hỗ trợ di chuyển cứu nạn miền Trung; Bộ Y tế chỉ đạo cứu người. Bộ Công an chỉ đạo công an các địa phương bảo đảm an ninh trật tự trên địa bàn, sẵn sàng lực lượng hỗ trợ người dân; Bộ Giáo dục và Đào tạo chỉ đạo triển khai công tác bảo đảm an toàn cho giáo viên, học sinh; Bộ Thông tin và Truyền thông chỉ đạo các cơ quan, đơn vị liên quan, các nhà mạng triển khai các biện pháp bảo đảm an toàn hệ thống thông tin; Đài Truyền hình Việt Nam, Đài Tiếng nói Việt Nam, Thông tấn xã Việt Nam và các cơ quan thông tấn, báo chí của Trung ương và địa phương thường xuyên cập nhật thông tin về diễn biến mưa lũ; Ủy ban Nhân dân các tỉnh, thành phố từ Hà Tĩnh đến Phú Yên và khu vực Tây Nguyên theo dõi chặt chẽ diễn biến mưa lũ, chỉ đạo triển khai ngay các biện pháp khẩn cấp ứng phó với mưa lũ. Số lượng lớn các cơ quan Đảng và Nhà nước Việt Nam được điều phối tham gia chống lũ miền Trung 2020.
Chiều 19 tháng 10, Thủ tướng Chính phủ Nguyễn Xuân Phúc đã chủ trì cuộc họp Thường trực Chính phủ với lãnh đạo các bộ, ngành về triển khai thêm các biện pháp khẩn trương cứu và hỗ trợ đồng bào các tỉnh miền Trung vượt qua đợt mưa lũ lịch sử 2020. Năm công điện được ban hành, chỉ đạo các bộ, ngành và địa phương ứng phó với giai đoạn cao điểm của mùa mưa bão; hỗ trợ 5.000 tấn gạo và 500 tỷ đồng, chia đều năm tỉnh Hà Tĩnh, Quảng Bình, Quảng Trị, Thừa Thiên Huế và Quảng Nam. Ngày 27, trước thềm bão Molave đổ bộ, Thủ tướng Nguyễn Xuân Phúc quyết định thành lập Ban Chỉ đạo tiền phương ứng phó Bão số 9, huy động lực lượng Trung ương và địa phương đối phó thiên tai, do Phó Thủ tướng Trịnh Đình Dũng làm Trưởng ban. Trong suốt Lũ lịch sử, cơ quan Trung ương, Chính phủ đã túc trực chỉ đạo, đối phó diễn biến xảy ra trên khắp miền Trung, giúp giảm thiểu thiệt hại trong thiên tai.

### Sơ tán và cứu trợ, cứu nạn
Các tỉnh tiến hành sơ tán người dân trong vùng lũ. Tính đến ngày 11, chỉ riêng bốn tỉnh từ Quảng Bình, Quảng Trị, Thừa Thiên Huế, Quảng Nam đã tổ chức sơ tán 10.761 hộ với 31.295 khẩu, chủ yếu là di dời tại chỗ, nhiều nhất là Quảng Trị có 6.754 hộ với 19.381 nhân khẩu. Trong đợt lũ thứ hai, ngày 19, tại các tỉnh từ Hà Tĩnh đến Thừa Thiên Huế đã sơ tán 37.490 hộ với 121.280 người để giảm thiểu thiệt hại do mưa lũ.
Trong diễn biến của đợt thứ ba, chiều 27, trước khi bão Molave đổ bộ, Phó Thủ tướng Trịnh Đình Dũng tới Đà Nẵng, Quảng Nam, Quảng Ngãi, gần tâm bão để trực tiếp kiểm tra và chỉ đạo đối phó thiên tai. Trước thềm bão, các tỉnh miền Trung đã triển khai kế hoạch sơ tán người dân khỏi vùng cuồng phong, đang điều chỉnh tăng lên do cấp bão lớn hơn (bão lên cấp 12): Thừa Thiên Huế 19.000 hộ; Đà Nẵng sơ tán 12.000 hộ; Quảng Nam sơ tán 14.800 hộ; Quảng Ngãi sơ tán 24.000 hộ; Bình Định 23.000 hộ và Phú Yên sơ tán 8.000 hộ, sơ bộ có hơn 100.000 hộ được sơ tán. Hơn 45.000 tàu thuyền trên biển được dời trú ẩn nơi an toàn. Sau bão, ngày 29, Quảng Ngãi đã sơ tán 6.081 nhà/16.829 người khu vực ngập sâu đến nơi an toàn. Các đơn vị tiền phương, địa phương nỗ lực xử lý vấn đề cấp bách, biến cố xảy ra, cứu trợ, cứu nạn. Nhiều tình huống hiểm trở đã được xử lý thành công.

#### Cứu trợ ngư dân Cửa Việt
Ngày 8 tháng 10, Ban Chỉ huy Phòng chống thiên tai tỉnh Quảng Trị nhận thông tin từ lực lượng Bộ đội Biên phòng tỉnh báo cáo về sáu tàu bị nạn trên vùng biển Cửa Việt, tỉnh Quảng Trị do ảnh hưởng của lũ lớn, hai tàu bị chìm gồm Vietship TK 12, Vietship 09; hai tàu mắc cạn Vietship 01, Hoàng Tuấn 26; hai tàu trôi dạt Thanh Thành Ðạt 55, Thanh Thành Ðạt 68 với tổng số thuyền viên trên sáu tàu bị nạn là 46 người. Vào lúc 20 giờ, Ủy ban Nhân dân tỉnh Quảng Trị họp khẩn cấp, chỉ đạo quyết liệt việc triển khai các biện pháp ứng cứu các thuyền viên bị nạn trên biển và phương án ứng phó mưa, lũ trên diện rộng. Trong bốn ngày, Sở Chỉ huy tiền phương tại Cửa Việt lãnh đạo bởi Thiếu tướng Trần Văn Sơn, Thiếu tướng Hà Thọ Bình, Thứ trưởng Bộ Giao thông Vận tải Lê Ðình Thọ đã khẩn trương triển khai toàn bộ lực lượng, phương tiện cùng sự hỗ trợ của ngư dân tham gia cứu hộ thuyền viên và tìm kiếm người mất tích trên biển. Các ngày 8, 09 và 10, lực lượng cứu hộ đã hỗ trợ nhóm cứu hộ đưa lên bờ bốn thuyền viên bị trôi dạt thuộc tàu Thanh Thành Ðạt 55 và bốn thuyền viên thuộc tàu Vietship 01. Còn lại 27 thuyền viên thuộc các tàu Thanh Thành Ðạt 68 (15 người), tàu Hoàng Tuấn 26 (12 người) lên bờ an toàn. Sáng 11, Sở Chỉ huy tiền phương triển khai kế hoạch giải cứu thuyền viên tàu Vietship 01 sử dụng trực thăng cứu nạn, kết hợp với lực lượng đặc công Lữ đoàn Đặc công Hải quân 126 và xuồng cứu nạn của Trung tâm Phối hợp tìm kiếm cứu nạn hàng hải Việt Nam tiếp cận và lên tàu Vietship 01 giải cứu đưa nạn nhân vào bờ. Lực lượng cứu hộ xuất trận trong thời tiết phức tạp sóng biển dữ dội, gió to và mưa lớn. Trong khi lực lượng đặc công và Biên phòng Quảng Trị cứu được hai người, ba chuyến cứu hộ của trực thăng trong một giờ đồng hồ đã cứu hộ được sáu người. Toàn bộ ngư dân được giải cứu thành công.

#### Giải cứu xe khách Nông trường Việt Trung
Rạng sáng 19, xe ô tô khách chạy hướng Bắc – Nam chở 17 người, trong đó có năm phụ nữ và một trẻ em đã bị lũ cuốn trôi theo dòng nước ở Khe Gát, thị trấn Nông trường Việt Trung. Nhận được tin báo, Công an huyện Bố Trạch đã chỉ đạo lực lượng địa phương đến ngay hiện trường để thực hiện công tác cứu hộ, đồng thời huy động 100 cán bộ, chiến sĩ cùng năm xe ô tô và các trang thiết bị cứu hộ cần thiết. Từ bờ tới vị trí chiếc xe bị ngăn cách bởi nước lũ chảy rất xiết, trong thời điểm đêm tối, cuộc giải cứu khá căng thẳng. Ban đầu, nhiều hành khách trên xe hoảng loạn và vội vàng muốn được đưa vào bờ khiến đội cứu hộ gặp khó khăn. Những hành khách còn lại ổn định tâm lý, được hướng dẫn mặc áo phao và bám vào dây để đội cứu hộ đưa vào bờ. Toàn bộ 18 người trên xe đã được giải cứu an toàn và được đưa về Nông trường Việt Trung chăm sóc y tế.

#### Cứu trợ ngư dân tàu cá
Nửa đêm 27, rạng sáng ngày 28, thời điểm Molave tiến về miền Trung, hai tàu cá Bình Định số hiệu BĐ 96388 TS với 12 ngư dân và BĐ 97469 TS với 14 ngư dân bị phá nước chìm ở khu vực cách Đông Nha Trang (Khánh Hòa) 170 hải lý, mất liên lạc. Trong tình trạng nguy hiểm, Bộ Quốc phòng lệnh Quân chủng Hải quân cứu trợ, đã điều ba tàu kiểm ngư 467, 473 và 490 trực tiếp tới vùng chìm, một thủy phi cơ DHC-6 dò xét vị trí; xuất phát từ Cam Ranh (Khánh Hòa) đi tìm kiếm cứu nạn 26 ngư dân của hai tàu. Cùng ngày, một tàu cá khác là BĐ 98658 TS trên biển khi nhận được tin tàu BĐ 96388 TS gặp nạn đã chạy tới ứng cứu, tuy nhiên mất liên lạc lúc di chuyển. Chiều ngày 28, Bộ chỉ huy Bộ đội Biên phòng tỉnh Khánh Hòa báo cáo, tàu cá BĐ 98658 TS đã liên lạc với Bộ đội Biên phòng tỉnh Khánh Hòa, thông báo sơ bộ tàu và 14 thuyền viên ở vùng an toàn. Bộ đội Hải quân tiếp tục tìm kiếm. Sau đó, tình huống trở nên khó khăn đối với tàu BĐ 98658 TS, do sóng to gió lớn, tàu gặp sự cố hỏng máy, bị nứt phía đầu thuyền trong điều kiện xấu do ảnh hưởng của cơn bão số 9 nên phát tín hiệu báo nạn khẩn cấp cùng ngày. Ngay lập tức, lực lượng kiểm ngư tiếp cận tàu BĐ 98658 TS và bố trí 14 ngư dân sang ở tàu KN 467. Sáng 31, tại cảng Ba Ngòi, thành phố Cam Ranh, tỉnh Khánh Hòa, Bộ Tư lệnh Vùng 4 Hải quân đã phối hợp với Đồn Biên phòng Cam Ranh làm thủ tục bàn giao 11 ngư dân Bình Định trên tàu cá BĐ 98658 TS cho địa phương và gia đình.
Ngày 28, Quân chủng Hải quân thành lập Sở Chỉ huy tiền phương tại tỉnh Khánh Hòa để tìm kiếm các tàu cá gặp nạn. Chuẩn đô đốc, Tư lệnh Quân chủng Hải quân Trần Thanh Nghiêm trực tiếp chỉ huy. Việc tìm kiếm được nỗ lực tiến hành, nhưng gặp phải rất nhiều khó khăn do biến động biển. Chiều 29, tàu M/V Fortune Iris, một con tàu treo cờ Hồng Kông đang trên hành trình đi Nhật Bản gọi điện thoại đến Đài thông tin duyên hải Nha Trang thông báo đã cứu được ba thuyền viên tàu BĐ 97469 TS, cho biết: 14 thuyền viên của tàu BĐ 97469 TS có bốn người mất tích không rõ thông tin; hai người chết khi tàu vừa chìm, còn lại năm người đã mất trên biển do kiệt sức.

## Ảnh hưởng xã hội

### Đóng góp cộng đồng
Trong bối cảnh sự kiện lũ chồng lũ 2020 gây thiệt hại nghiêm trọng của miền Trung, cộng đồng người Việt ở nhiều khu vực, vùng miền trong nước lẫn ngoài nước đã hoạt động quan tâm, đóng góp với mục đích hỗ trợ, vượt qua giai đoạn hiểm nguy của lũ lụt. Hội đồng hương các tỉnh miền Trung vùng lũ như Hội đồng hương Thừa Thiên Huế, Quảng Bình, Quảng Trị đã kêu gọi đóng góp vật chất từ tiền bạc, lương thực, thực phẩm gửi về vùng khó khăn. Đông đảo nhóm người Việt trên khắp nẻo đường nước Việt kết hợp thành các đoàn thể mang tên gọi như: thương về miền Trung, cứu trợ miền Trung, sát cánh miền Trung, miền Trung ruột thịt, ở địa phương khác gửi hỗ trợ và trực tiếp tới miền Trung cứu trợ, cứu nạn với mục tiêu và nỗ lực cùng đất nước chiến thắng thiên tai. Nhiều hoạt động vì miền Trung của cộng đồng có thể kể đến như thiết lập các đoàn xe mang lương thực, thực phẩm vào vùng lũ; đưa xuồng, cano cùng đoàn quân dân đến các vùng nghiêm trọng để cứu người; nấu chín thực phẩm sử dụng và dự trữ ổn định như bánh chưng, xôi, cơm nắm để gửi tới hàng nghìn hộ ngập lụt không thể nấu ăn, nấu cơm phục vụ bộ đội tiền phương; kêu gọi, tổ chức sự kiện văn hóa, giải trí để quyên góp tiền hỗ trợ, quyên góp áo quần cho người dân, sách vở cho trẻ nhỏ; quyên góp một ngày lương; lên đường về miền Trung, đăng ký tham gia lực lượng cứu trợ; dành Ngày Phụ nữ Việt Nam 20 tháng 10 cho miền Trung. Các hoạt động cộng đồng đều tình nguyện, hướng tới mong mỏi miền Trung vượt qua khó khăn. Hàng trăm chuyến xe cứu trợ liên tục tiếp tế nhu yếu phẩm cho người miền Trung vùng lũ mỗi ngày.
Trong tình trạng đợt lũ diễn biến phức tạp, các cá nhân, tổ chức đã đóng góp lớn cho hoạt động thiện nguyện vì người dân khó khăn miền Trung, gồm báo chí như Báo Tuổi trẻ, Báo Thanh niên, VnExpress, Vietnamnet; ngân hàng, doanh nghiệp như: VietinBank 15 tỷ, Vietcombank 11 tỷ, Tập đoàn Vingroup 13 tỷ, Tập đoàn Điện lực 21 tỷ, Tập đoàn Dầu khí 9,95 tỷ; cá nhân đóng góp lớn có thể kể đến như gia đình Lý Hải, gia đình Thủy Tiên – Công Vinh. Đến ngày 23, quyên góp ủng hộ người dân vùng lũ miền Trung được đông đảo người Việt hướng tới, tăng lên đáng kể, theo hình thức đóng góp trực tiếp và đóng góp qua một số nhân vật cụ thể như: thông qua Trấn Thành 3,0 tỷ, Độ Mixi 1,2 tỷ, Hoài Linh 4,7 tỷ, Hoa hậu Việt Nam 7,5 tỷ.
Ngày 12, Thủy Tiên kêu gọi quyên góp người dân vùng lũ thông qua tài khoản cá nhân, tới Thừa Thiên Huế bằng chuyến bay ngày 13, rồi tiếp tục đến Quảng Trị, Quảng Bình cùng đoàn cứu trợ, đem các thực phẩm tiếp tế hỗ trợ người dân khắp vùng lũ; tổng mức quyên góp đạt 10 tỷ đồng ngày 14, 22 tỷ vào tối 14, 40 tỷ ngày 17,, 60 tỷ ngày 19 và 100 tỷ ngày 20 tháng 10. Cô được xem là một hình tượng phụ nữ với đông đảo người dân ủng hộ, với tên gọi gần gũi khác là: Cô Tiên. Đến ngày 27, số tiền quyên góp đạt 150 tỷ đồng, vợ chồng Thủy Tiên – Công Vinh đem tiền tới các vùng lũ khó khăn, phân phát cho người dân thiệt hại nặng nề ở từng thôn, từng xã.
Các cơ quan, tổ chức Đảng, Nhà nước và tổ chức xã hội gửi quyên góp về vùng lũ. Ngày 13, tại Đại hội Đảng bộ Thủ đô Hà Nội nhiệm kỳ 2020 – 2025, Mặt trận Tổ quốc đã kêu gọi các đại biểu dự Đại hội và người dân Thủ đô tham gia ủng hộ miền trung bị thiệt hại do mưa lũ. Thành ủy Hà Nội chỉ đạo Ủy ban Mặt trận Tổ quốc Việt Nam thành phố Hà Nội trích từ Quỹ Cứu trợ thành phố ủng hộ 7,0 tỷ đồng tới các tỉnh miền Trung. Ngày 15, Tỉnh ủy, Ủy ban Nhân dân, Hội đồng Nhân dân và Mặt trận Tổ quốc tỉnh Quảng Ninh đã quyên góp 9,0 tỷ đồng gửi về miền Trung. Hải Phòng gửi trước 10 tỷ về miền Trung trong họp báo sau Đại hội thành phố, tiếp tục kêu gọi chuyển tiếp, chuyển tới đồng bào miền trung với tổng số tiền 120 tỷ đồng. Mặt trận Tổ quốc tiếp nhận tiền và hiện vật của các cơ quan, tổ chức, đơn vị, cá nhân chung tay ủng hộ đồng bào miền Trung, số tiền ủng hộ và đăng ký ủng hộ thông qua hệ thống Mặt trận từ Trung ương đến địa phương đạt trên 265 tỷ đồng ngày 27. Số hỗ trợ được gửi về vùng lũ miền Trung, Bắc Trung Bộ, Nam Trung Bộ, Tây Nguyên, tập trung vào các tỉnh thiệt hại nghiêm trọng gồm Thừa Thiên Huế, Quảng Trị, Quảng Nam, Quảng Bình, Hà Tĩnh.

### Tình hình chính trị và ngoại giao
Ngày 12 tháng 10, Thủ tướng Nhật Bản Suga Yoshihide gửi lời hỏi thăm nhân dân miền Trung về những thiệt hại do mưa lũ khi điện đàm cùng Thủ tướng Nguyễn Xuân Phúc, trong thời gian chuẩn bị tới thăm Việt Nam. Ngày 14, Phái đoàn Ngoại giao Mỹ tại Việt Nam gửi thông điệp bày tỏ cảm thông về thiệt hại lũ lụt miền Trung, cam kết hỗ trợ trong công việc tái thiết với sự dẫn dắt của Cơ quan Phát triển Quốc tế Hoa Kỳ (USAID). Ngày 17, Đại sứ Hoa Kỳ tại Việt Nam Daniel Kritenbrink công bố khoản viện trợ ban đầu 100.000 USD, được USAID trao cho Hội Chữ thập đỏ Việt Nam. Kể từ năm 2000, USAID đã cung cấp trên 26 triệu USD hỗ trợ Việt Nam ứng phó, chuẩn bị sẵn sàng ứng phó và giảm thiểu rủi ro thiên tai. Thông qua Bộ Quốc phòng Hoa Kỳ, Chính quyền liên bang Hoa Kỳ đã cung cấp hơn 28 triệu USD cho Việt Nam kể từ năm 1998, để tập huấn cho các nhân lực ứng phó khẩn cấp bao gồm quân sự và dân sự, thành lập và cung cấp trang thiết bị cho các trung tâm phòng, chống thiên tai, các trung tâm ứng phó sự cố hàng hải và nhà tránh, trú phòng chống thiên tai ở cộng đồng. Ngày 22, Tổng lý Quốc vụ viện Trung Quốc Lý Khắc Cường đã gửi điện thăm hỏi đến Thủ tướng Nguyễn Xuân Phúc, chia sẻ với miền trung Việt Nam xảy ra thiên tai lũ lụt nghiêm trọng, gây thiệt hại về người và tài sản. Trong những ngày cuối tháng 10, với ảnh hưởng kéo dài và nghiêm trọng của lũ lụt miền Trung, có thêm một số lãnh đạo quốc tế điện đàm hỏi thăm, chia sẻ: ngày 27, Quốc vương Thái Lan Maha Vajiralongorn và Hoàng hậu đã gửi điện thăm hỏi tới Tổng Bí thư, Chủ tịch nước Nguyễn Phú Trọng; ngày 30, Thủ tướng Australia Scott Morrison gửi thư thăm hỏi tới Thủ tướng Nguyễn Xuân Phúc, chia buồn thiên tai và nhấn mạnh quan hệ đặc biệt và bền chặt giữa Việt Nam và Australia; Tổng Thư ký Liên Hợp Quốc António Guterres đã gửi điện thăm hỏi tới nhân dân miền Trung Việt Nam vừa bị lũ lụt nghiêm trọng.
Diễn biến của lũ lụt miền Trung 2020 đồng thời trùng thời gian với giai đoạn các Đại hội Đảng bộ cấp tỉnh nhiệm kỳ 2020 – 2025 ở địa phương 63 tỉnh thành, tiến tới Đại hội Đảng toàn quốc khóa XIII năm 2021. Với tình hình phức tạp của đợt lũ, Đại hội Đảng bộ tỉnh Thừa Thiên Huế khóa XVI được tạm hoãn, tập trung chống lũ. Trong đợt lũ thứ hai tập trung quanh Hà Tĩnh, Quảng Bình, Quảng Trị, Tỉnh ủy Quảng Bình tạm hoãn Đại hội Đảng bộ khóa XVII, dồn toàn lực công tác khắc phục hậu quả mưa lũ.

### Không để ai bị bỏ lại phía sau 2020
Lời kêu gọi của Thủ tướng Nguyễn Xuân Phúc
Trong diễn biến đợt lũ lụt miền Trung, tối 17 tháng 10, chương trình Cả nước chung tay vì người nghèo – Không để ai bị bỏ lại phía sau 2020 chủ đề Hướng về ánh Mặt Trời đã được tổ chức tại Cung Văn hóa Lao động Hữu nghị Việt – Xô với nhiều câu chuyện, bài học và tấm gương điển hình trong công tác xóa đói, giảm nghèo. Chương trình do Ban Chỉ đạo Trung ương Các Chương trình mục tiêu quốc gia phối hợp với Ban Thường trực Ủy ban Trung ương Mặt trận Tổ quốc Việt Nam và Đài Truyền hình Việt Nam tổ chức.
Chương trình là một trong những hoạt động thường niên nhằm vận động toàn thể nhân dân, doanh nghiệp, cơ quan, đơn vị, các cá nhân, người Việt trong và ngoài nước chung tay đóng góp nguồn lực vào Quỹ Vì người nghèo và các chương trình an sinh xã hội do Thủ tướng Chính phủ phát động. Tham dự chương trình có các lãnh đạo quốc gia như Ủy viên Bộ Chính trị, Thủ tướng Chính phủ Nguyễn Xuân Phúc; Ủy viên, Chủ tịch Quốc hội Nguyễn Thị Kim Ngân; Ủy viên, Thường trực Ban Bí thư Trần Quốc Vượng; nguyên Ủy viên, nguyên Chủ tịch Mặt trận Phạm Thế Duyệt; Ủy viên, Bí thư, Trưởng ban Tuyên giáo Võ Văn Thưởng; Ủy viên, Bí thư, Trưởng ban Dân vận Trương Thị Mai; Bí thư, Chủ tịch Mặt trận Trần Thanh Mẫn; Bí thư, Chánh án Tòa án nhân dân tối cao Nguyễn Hòa Bình; Ủy viên Ban chấp hành, Phó Chủ tịch nước Đặng Thị Ngọc Thịnh; Phó Thủ tướng Vũ Đức Đam. Tại chương trình, Thủ tướng Nguyễn Xuân Phúc kêu gọi và mong các doanh nghiệp, tổ chức, cá nhân trong và ngoài nước.
Ngay sau lời kêu gọi của Thủ tướng, các cơ quan Đảng Cộng sản Việt Nam, Nhà nước Việt Nam, Mặt trận Tổ quốc Việt Nam, bộ, ban, ngành, đoàn thể đã trực tiếp quyên góp ủng hộ đồng bào miền Trung đang bị ảnh hưởng bởi bão lũ. Tính đến ngày 17 tháng 10, trong đêm đã có 2.400 tỷ đồng ủng hộ chương trình Cả nước chung tay vì người nghèo – Không để ai bị bỏ lại phía sau 2020, một phần được chuyển về miền Trung, giúp người dân vượt qua kỳ lũ.

## Cứu trợ quốc tế
- Hoa Kỳ: ngày 17 tháng 10, Cơ quan Phát triển Quốc tế Hoa Kỳ (USAID) thông báo hỗ trợ Việt Nam 100.000 USD cho các nhu cầu nhân đạo tại những vùng chịu ảnh hưởng lũ lụt.[236] Đến ngày 30, Ngoại trưởng Hoa Kỳ Mike Pompeo sang thăm Việt Nam, trao đổi về việc Hoa Kỳ đã quyết định viện trợ Việt Nam 2,0 triệu USD để hỗ trợ trước những thiệt hại do thiên tai.[237]
- Nhật Bản: ngày 19 tháng 10, Chính phủ Nhật Bản thông qua Cơ quan Hợp tác Quốc tế Nhật Bản (JICA) chuyển hàng viện trợ gồm 50 máy lọc nước và 250 tấm trải nhựa, nhằm giúp người dân trong vùng bị ảnh hưởng bão lũ có thể khắc phục hậu quả do thiên tai, sớm ổn định cuộc sống.[238]
- ASEAN: ngày 20 tháng 10, Trung tâm điều phối ASEAN về điều phối nhân đạo trong thiên tai (Trung tâm AHA) hỗ trợ cho người dân vùng lũ miền Trung 1.000 bộ sửa chữa nhà cửa và 1.300 bộ nhà bếp.[239]
- Quỹ Nhi đồng Liên Hợp Quốc: ngày 21 tháng 10, phân bổ 160.000 USD ban đầu để hỗ trợ khẩn cấp về nước, vệ sinh cá nhân, vệ sinh môi trường, y tế, dinh dưỡng và giáo dục, cũng như hỗ trợ tâm lý xã hội và bảo vệ trẻ em; cứu trợ khẩn cấp cho những người bị ảnh hưởng nặng nề nhất.[240][241]
- Hàn Quốc: ngày 22 tháng 10, Bộ Ngoại giao Hàn Quốc thông báo Chính phủ Hàn Quốc quyết định viện trợ nhân đạo 300.000 USD, giúp Việt Nam khắc phục thiệt hại nặng nề do mưa lũ gần đây ở vùng miền Trung.[242]
- Trung Quốc: ngày 23 tháng 10, Đại sứ quán Trung Quốc thông cáo Hội chữ thập đỏ Trung Quốc ủng hộ 100.000 USD hỗ trợ người dân Việt Nam khắc phục lũ lụt.[243]
- Đài Loan: ngày 23 tháng 10, Đài Loan đã quyên tặng 400.000 USD để cứu trợ người dân miền Trung trong trận lũ lụt và sạt lở đất nghiêm trọng nhất trong nhiều thập niên. Tổng cục Phòng chống thiên tai, Bộ Nông nghiệp và Phát triển nông thôn đại diện nhận quyên góp.[244]
- Australia: ngày 23 tháng 10, Đại sứ Australia tại Việt Nam Robyn Mudie tuyên bố, Australia sẽ viện trợ nhân đạo khẩn cấp 100.000 AUD cho Việt Nam để khắc phục hậu quả do lũ lụt gây ra ở miền Trung.[245]
- EU: ngày 27, Liên minh châu Âu thông báo sẽ hỗ trợ Việt Nam 1,3 triệu Euro (gần 1,54 triệu USD) để trợ giúp nhân đạo khẩn cấp cho các gia đình bị ảnh hưởng bởi các đợt lũ lụt gây hậu quả nặng nề ở các tỉnh miền Trung Việt Nam từ đầu tháng 10.[246]
- Ireland: ngày 29, Chính phủ Ireland đã thông báo cung cấp khoản tài trợ ban đầu là 260.000 EUR, hỗ trợ miền Trung trong thiên tai lũ lụt.[247]
- Quỹ Dân số Liên Hợp Quốc: ngày 31, hỗ trợ 540.000 USD để hỗ trợ kịp thời cho phụ nữ và trẻ em gái ở sáu tỉnh bị ảnh hưởng bởi lũ lụt sau gần một tháng bão lũ liên tiếp xảy ra tại các tỉnh miền Trung.[248]
- UK: ngày 3 tháng 11, Vương quốc Liên hiệp Anh và Bắc Ireland thông báo hỗ trợ 500.000 bảng Anh cho người dân bị ảnh hưởng bởi bão lũ tại Việt Nam.[249]
- Hà Lan: ngày 4 tháng 11, Đại sứ Hà Lan tại Việt Nam Elsbeth Akkerman thông báo Chính phủ Hà Lan sẽ hỗ trợ 2,0 triệu EUR quỹ cứu trợ thiên tai cho các nạn nhân của hàng loạt cơn bão lớn vừa qua tại miền Trung.[250]
- Thụy Sỹ: ngày 7 tháng 11, Chính phủ Thụy Sỹ trao khoản cứu trợ khẩn cấp trị giá 300.000 Franc Thụy Sỹ (tương đương 7,6 tỉ đồng) tới những người bị ảnh hưởng bởi đợt lũ lụt do các cơn bão và áp thấp nhiệt đới đổ bộ vào miền Trung Việt Nam hồi đầu tháng 10 gây ra.[251]